# Rosa (Farbe)
Rosa, Rosé oder Rosarot ist eine helle, mehr oder wenig rötliche Körperfarbe, eine Mischfarbe aus viel Weiß und weniger Rot.
Als Lichtfarbe, also für eine Rosabeleuchtung, sind besondere Voraussetzungen nötig, weil nur geringe Buntheit erforderlich ist. Im HSV-Farbraum liegen die Rosatöne bei etwa 330 Grad Färbung, wenn der Hellwert V sehr hoch ist. Die erreichbare Sättigung der Rosatöne ist dadurch begrenzt.

## Etymologie

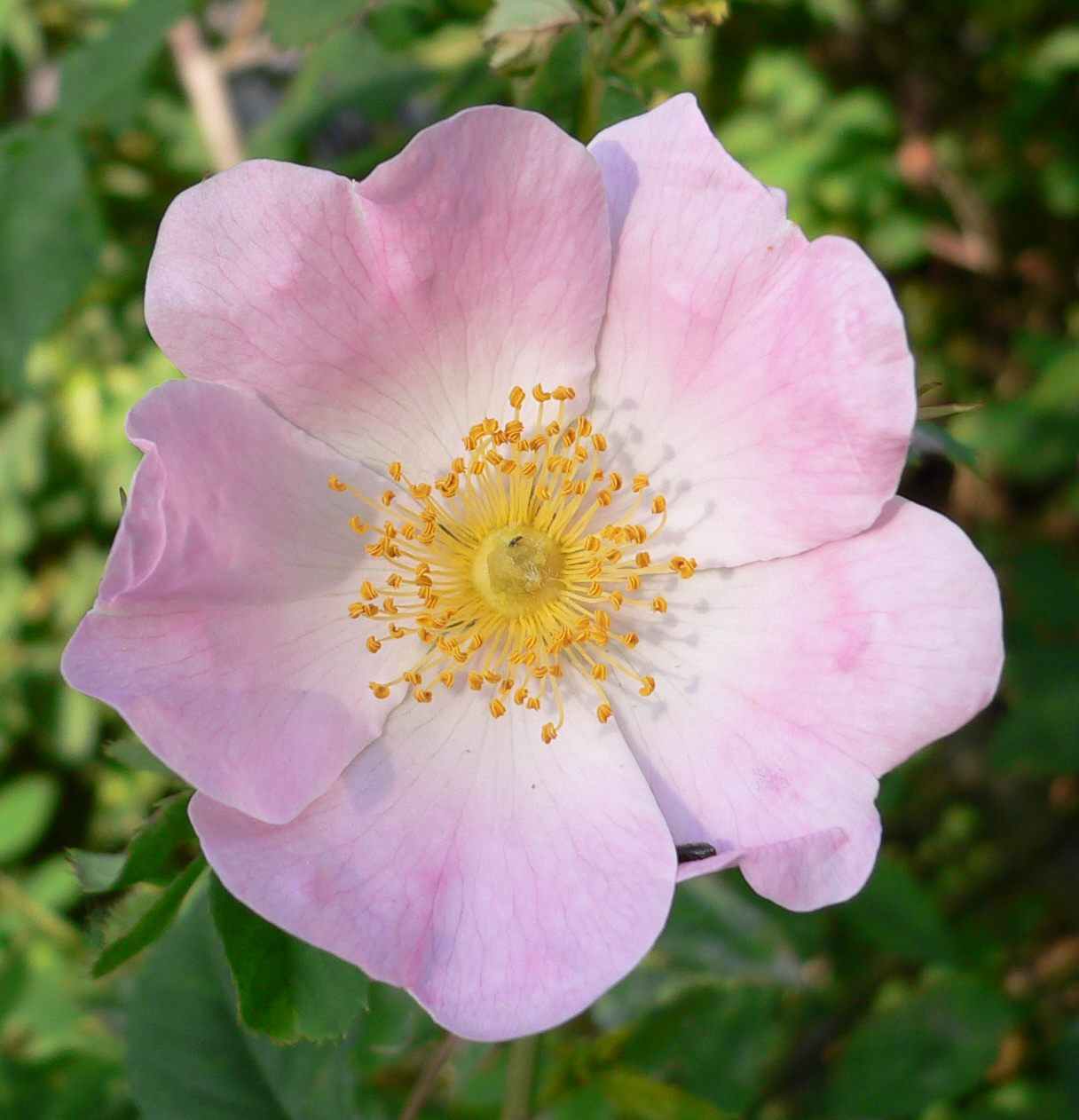
Rosa canina

Der Duden verwendet die Umschreibung: „von einem ganz blassen Rot, von der Farbe der Heckenrosen“ und gibt als Synonyme: blassrot, fleischfarben, pink, rosafarben, rosafarbig, rosarot, rosé, rosig, rötlich, schweinchenrosa, zartrosa und in der Kunstwissenschaft, sonst veraltet: inkarnat.
Für die Bezeichnung des Farbtons der in Europa einheimischen Wildrosen und vieler Alten Rosen standen im mittelhochdeutschen die Wörter rōse(n)var, rœselvar, rōsīn, rōse(n)rōt und rōsic zur Verfügung. Seit der zweiten Hälfte des 18. Jahrhunderts wurden die neuhochdeutschen Entsprechungen (rosenfarb, rosenfarbig, rosenrot, rosig) erheblich weniger genutzt. Stattdessen verwendete man den lateinischen Blumennamen rosa (‚Rose, Edelrose‘), der schon im frühen 18. Jahrhundert als Benennung der Farbe ins Deutsche übernommen worden war. Für übernommene Farbwörter typisch ist die Flexion unsicher. Zunächst wurde es nur in Zusammensetzungen wie „Rosaband“, „Rosakleid“, „Rosatuch“ verwendet. In der Gegenwart wird es prädikativ und in der Umgangssprache auch attributiv als Adjektiv verwendet. So ist zunehmend neben ‚das rosafarbene Kleid‘ auch ‚das rosane Kleid‘ im Gebrauch.
In vielen europäischen Sprachen leitet sich der Name dieser Farbe ebenfalls von der Rose ab. Die Entsprechungen lauten im Französischen: rose, rosé und rosâtre; im Spanischen: rosa, rosado, oder color de rosa (= rosenfarben); im Portugiesischen: cor-de-rosa, rosa, rosado, rosáceo; im Italienischen: rosa; im Niederländischen: roze; im Schwedischen und Norwegischen: rosa; im Ungarischen: rózsaszín; im Polnischen: różowy.

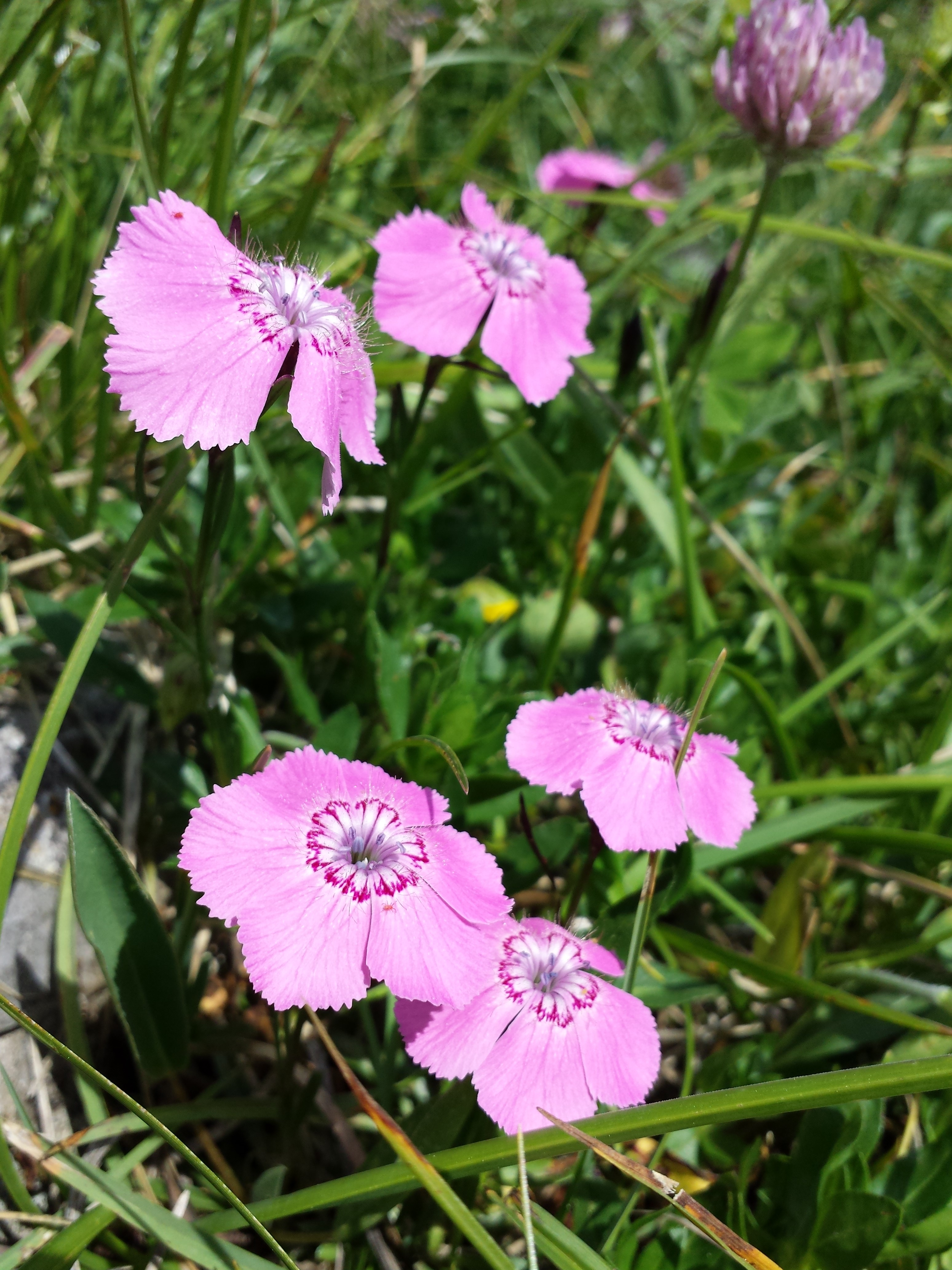
Alpennelke (Dianthus alpinus)

Die englische Übersetzung für rosa ist pink. Auch dies ist der Name einer Blume: der Nelke. Im Deutschen meint man mit 'pink' meistens nur einen sehr kräftigen, leuchtenden und meist blaustichigen Ton von Mittel- oder Dunkelrosa, der etwa dem Farbton shocking pink entspricht (übersetzt: „grelles Rosa“). Dieser wurde im 20. Jahrhundert von der Modeschöpferin Elsa Schiaparelli eingeführt. Dagegen meint man im Englischen mit pink die gesamte Palette von Rosatönen von zartrosa bis hin zum grellen shocking pink.
Von den mit dem Namen pink verknüpften Farbmustern des „World Wide Web Consortium“ (W3C) entsprechen dem deutschen Farbverständnis von 'Rosa' am ehesten die Töne 'PalePink', 'Light Pink', 'Pink' und 'Medium Pink', während man die kräftigeren Farbtöne 'Deep Pink', 'Hot Pink', und 'Dark Pink' eventuell auch im Deutschen als 'Pink' bezeichnen würde, obwohl sie teilweise nicht so blau- oder lilastichig sind wie shocking pink (oder 'magenta').

## Farbenlehre

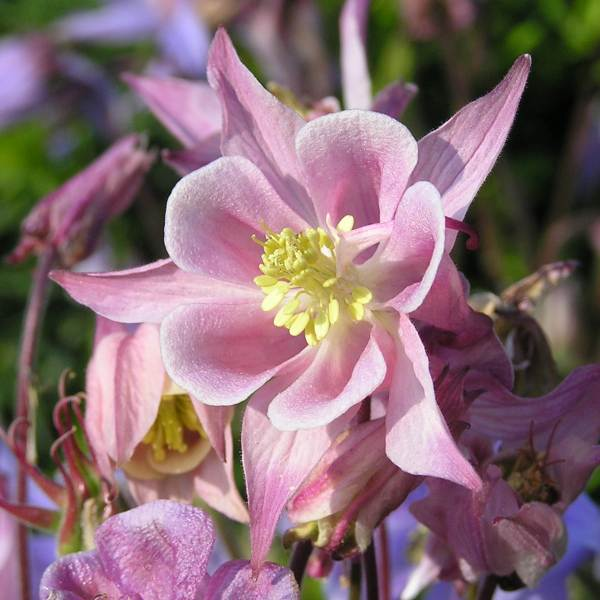
Eine rosafarbene Akeleiblüte

Die Nuance „Rosa“ gehört zum Purpur-Bereich, denn es werden L- als auch die S-Zapfen erregt. Durch den hellen Ton sind auch M-Zapfen erregt. Die Komplementärfarbe ist ein helles bis blasses Grün. Typisch für die Farbbezeichnung Rosa ist der helle Bereich: der als hoher Weißanteil oder große Helligkeit zu verstehen ist, wobei die Sättigung auch hoch sein kann.
Rosa ist ein Farbbereich. #FFC0CB lässt sich in RGB mit [r=255, g=192, b=203], in CMYK mit [c=0, m=25, y=20, k=0] oder in HSV mit [h=350, s= 25, v= 100] beschreiben. Als klassisches Rosa wird meist #FBCCE7 angesehen: RGB: [r=251, g=204, b=231], in CMYK mit [c=0, m=19, y=8, k=2] oder in HSV mit [h=326, s=19, v=98]. Ein trübes Rosa entsprechend mit #FFE4E1, in RGB als [r=255, g=228, b=225].
Die Palette von Rosatönen ist ein Kontinuum, das von einem fast weißen Blassrosa und zartrosa über mittelhelle Nuancen bis zu dunklem Rosa oder Rosarot reicht. Durch geringe Beimischung anderer Töne entstehen weitere Abstufungen, auf der einen Seite gibt es kühlere und härtere blau- oder lila-stichige Rosatöne – bis zu 'Pink' (siehe oben), Mauve und an die Grenze zu hellem Magenta; auf der anderen Seite wärmere und weichere Töne, die einen leichten Gelb-, Beige- oder Ockerstich haben, bis hin zu Lachsrosa, das eine blass-orange Tendenz hat. Die Grenzen zu anderen Farbbereichen sind fließend. Altrosa ist ein feiner, etwas dunklerer, mit wenig Grau (und eventuell auch Braun oder Beige) gebrochener Rosaton.
Verschiedene Farbnuancen sind:
- altrosa (ein gebrochenes Rosa, mit leichter Beimischung von Grau)
- blassrosa
- dunkelrosa
- hell- oder lichtrosa
- himbeerrosa
- karminrosa (leicht blaustichig, eher mittel oder dunkel)
- lachsrosa (leicht gelb- oder orangestichig)
- muschelrosa
- perl- oder perlmuttrosa (sehr heller, edler Ton)
- puderrosa (Hautton mit Beige- oder Ockerstich)
- zartrosa

Ob es sich bei Bezeichnungen wie babyrosa, schweinchenrosa oder kitschrosa tatsächlich um klar identifizierbare Farben handelt, oder eher um (negativ) wertende Begriffe, ist nicht eindeutig zu bestimmen.

## Natürliches Vorkommen

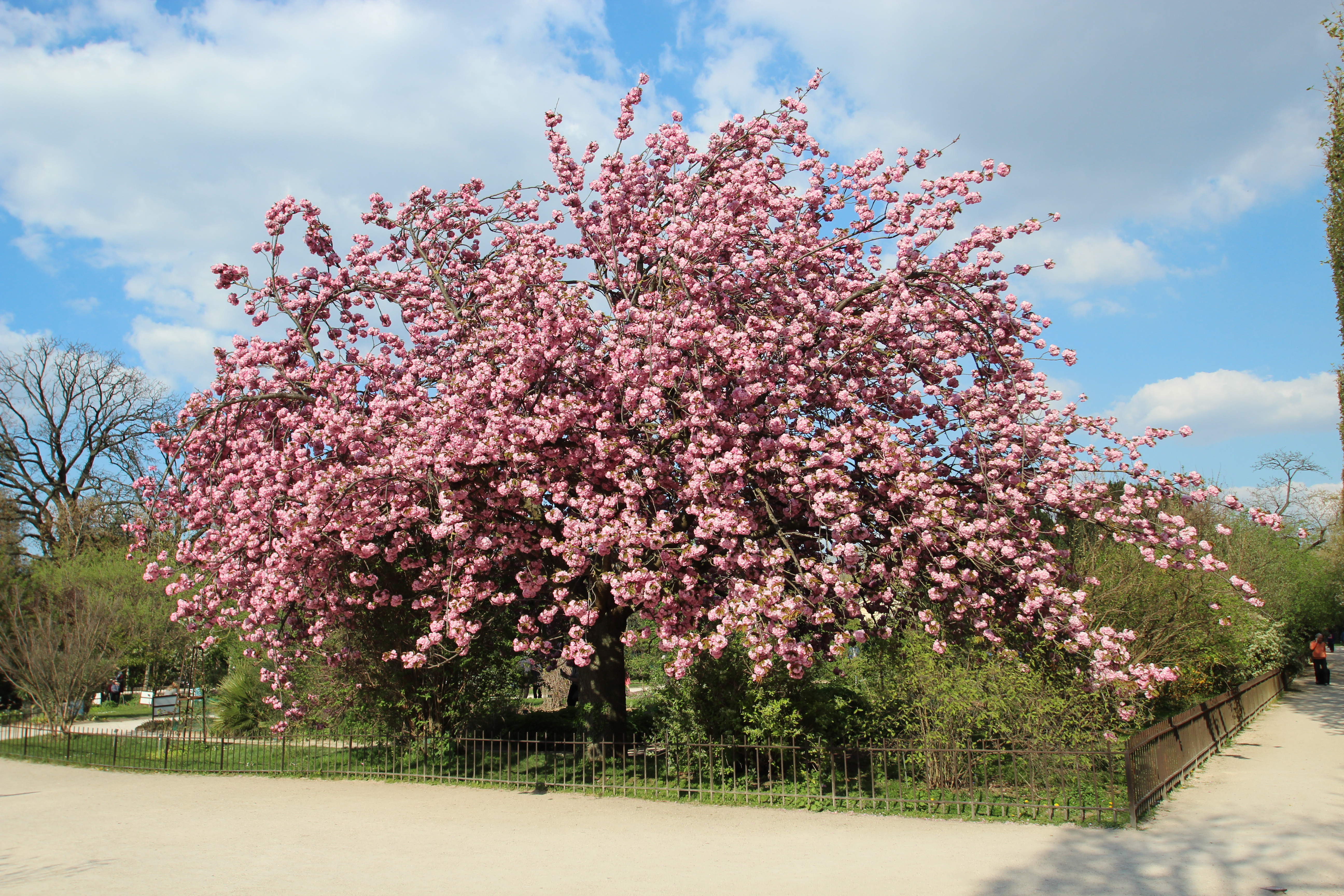
Japanische Blütenkirsche (Prunus serrulata), Jardin des plantes, Paris

Im Pflanzenreich kommen Rosatöne häufig vor. Bei den sogenannten alten Rosen, also Rosensorten, die bereits vor 1867 bekannt waren, wie Damaszenerrosen, Zentifolien, Moosrosen oder Albarosen, sind Zartrosa, Rosa und Rosarot die häufigsten Farben neben Weiß und Purpur (echtes Karminrot existierte bei europäischen Rosen bis ins 19. Jahrhundert noch nicht). Andere Blumen, die in Rosavariationen vorkommen, sind die bereits erwähnten Nelken, sowie Pfingstrosen, Malven, Kamelien, Hibiskus, Sonnenhut (Echinacea), Gladiolen, Dahlien, Lilien, Seerosen und viele andere. Ein Meer von rosa Blüten gibt es im Frühjahr bei der auch in Mitteleuropa beliebten Japanischen Blütenkirsche und bei der für ihre Schönheit bekannten Mandelblüte. Auch einige Obstbäume blühen (meist zart-)rosa, wie Apfel-, Quitten-, Pflaumen- und Pfirsichbäume.
Die sogenannte Punktblume (Hypoestes phyllostachya) besitzt rosa gesprenkeltes Blattwerk und die Früchte des Javaapfels sind rosa.
Im Tierreich ist Rosa seltener. Einige Vögel mit rosigem Gefieder, wie der Inkakakadu, der Rosalöffler und der Flamingo, wirken besonders edel. Als sprichwörtlich hässlich gilt dagegen das Rosa mancher Hausschweine.
Auch im Reich der Steine und Mineralien kommt die Farbe vor, unter anderem bei Rosenquarz, rosa Diamanten, Rhodochrosit, Granit, Marmor und Sandstein.
Bei Sonnenaufgang oder Sonnenuntergang leuchten Himmel oder Wolken zeitweise in Rosatönen.

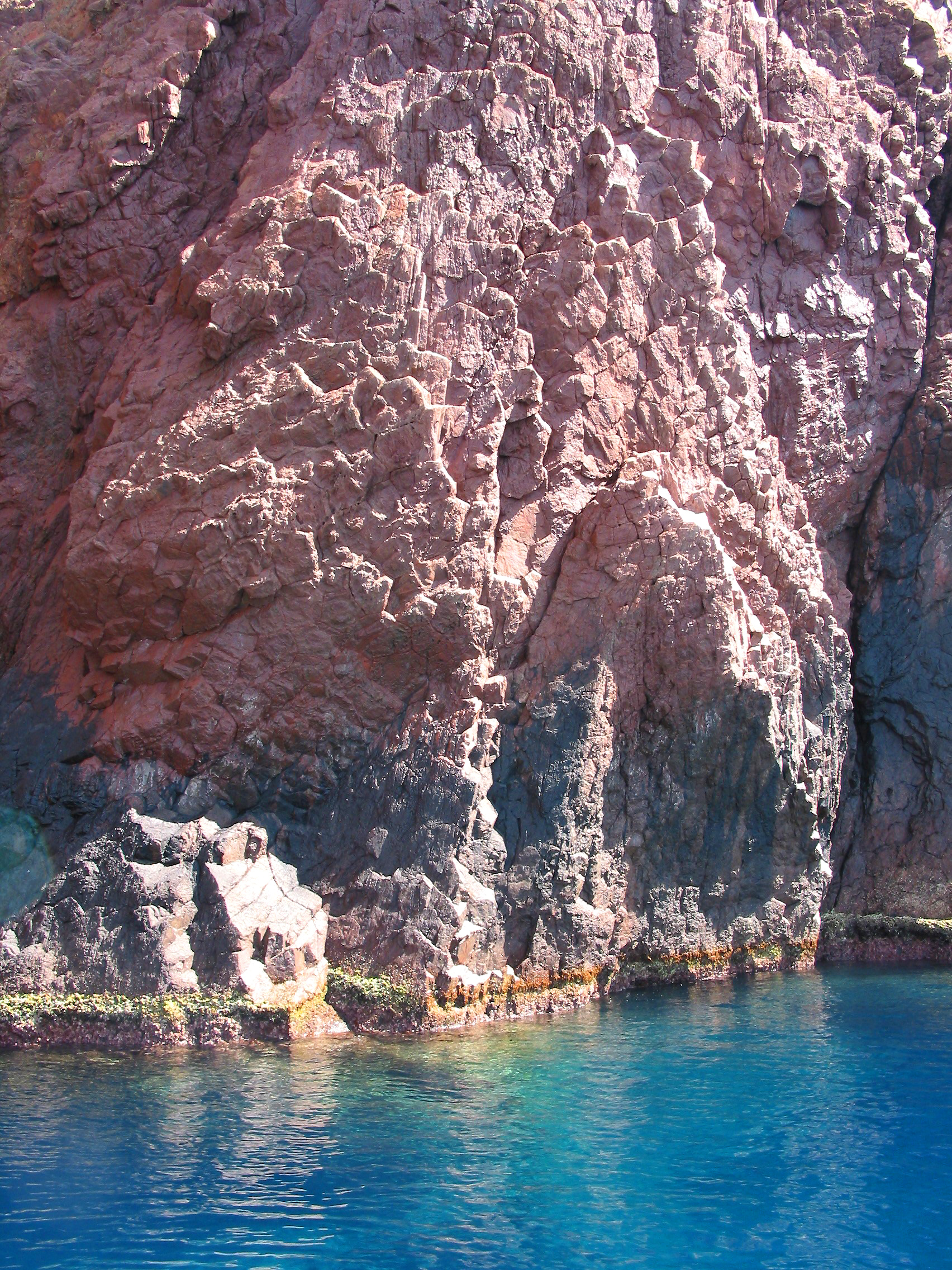
Roter Rhyolith, Basaltsäulen und Rotalgen (Gattung Lithophyllum) in Süd-Korsika (La Scandola, Osani)
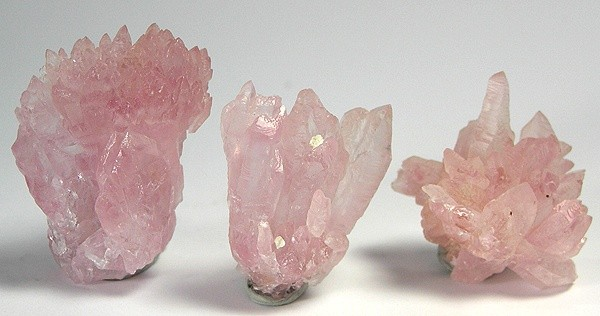
Rosenquarz
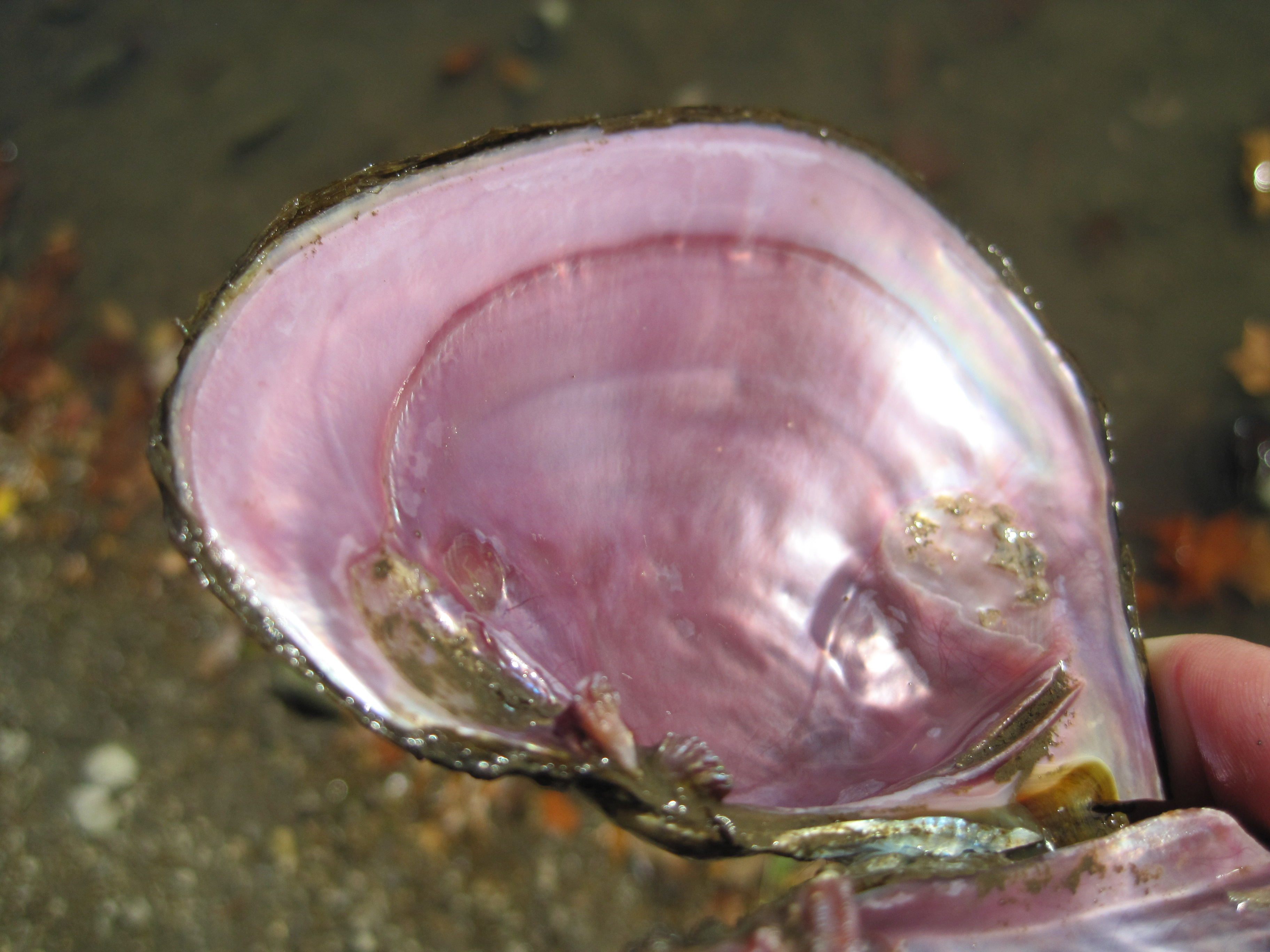
Rosa Muschel Potamilus ohiensis vom Marais des Cygnes River, USA
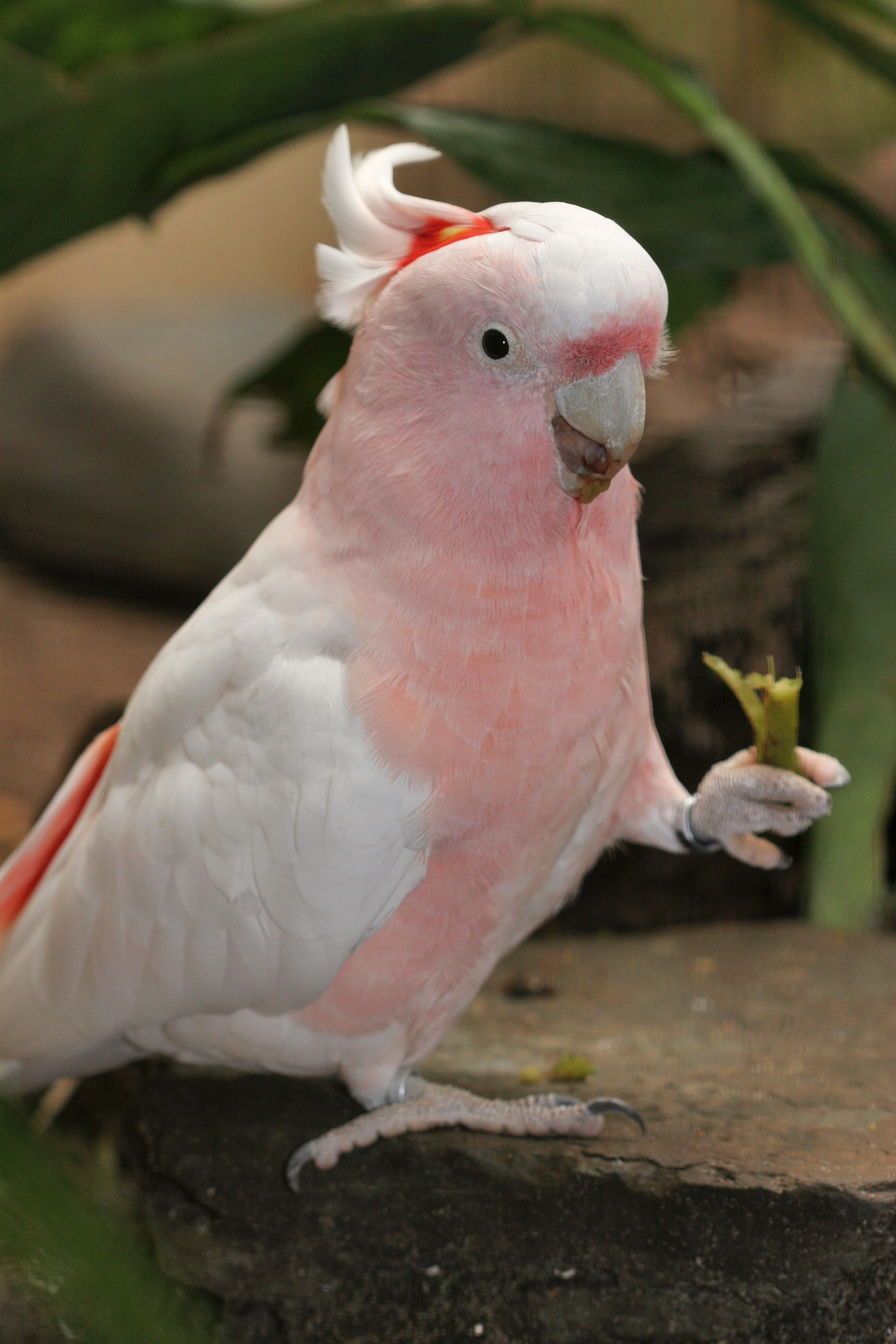
Inkakakadu
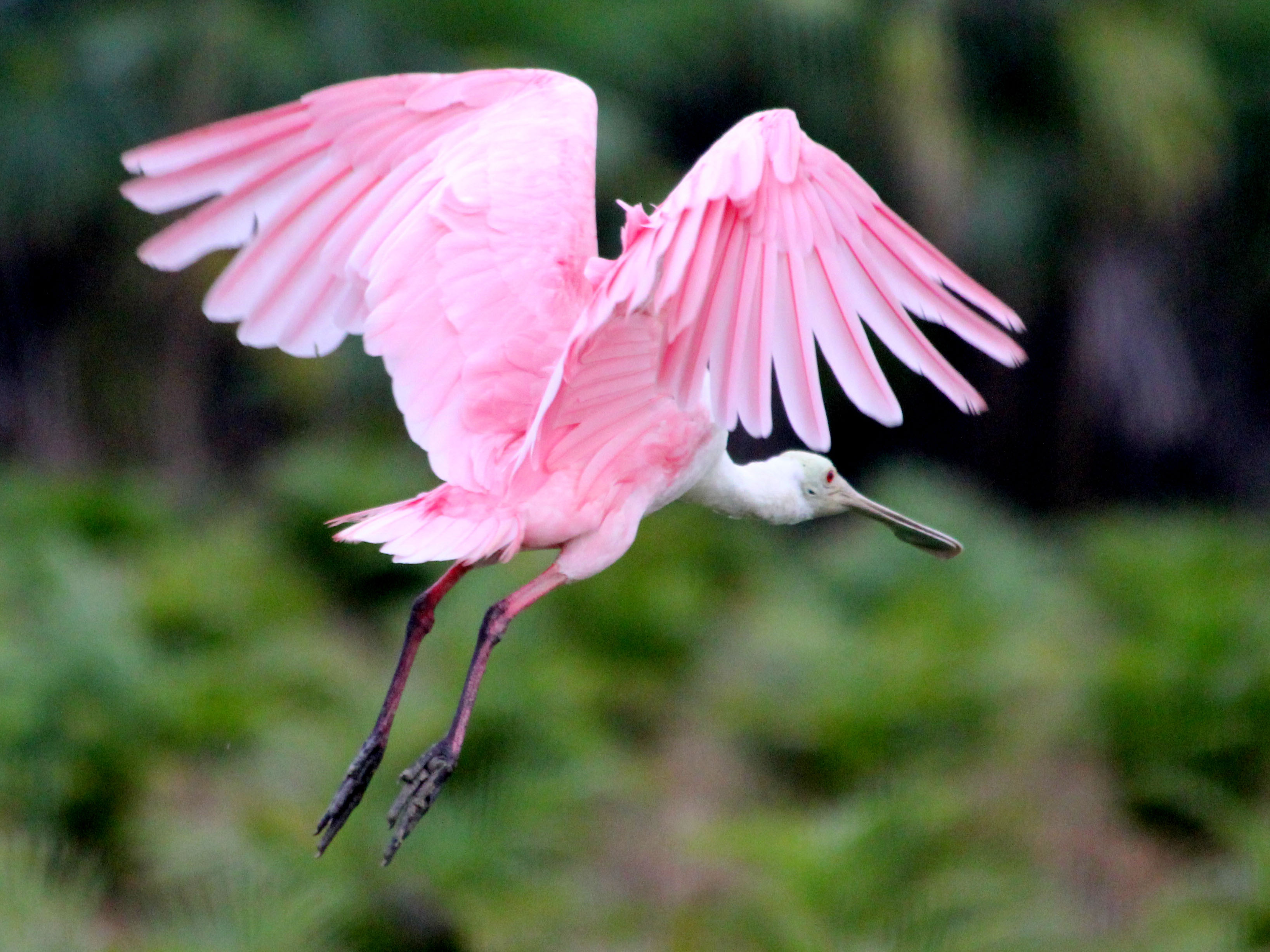
Rosalöffler
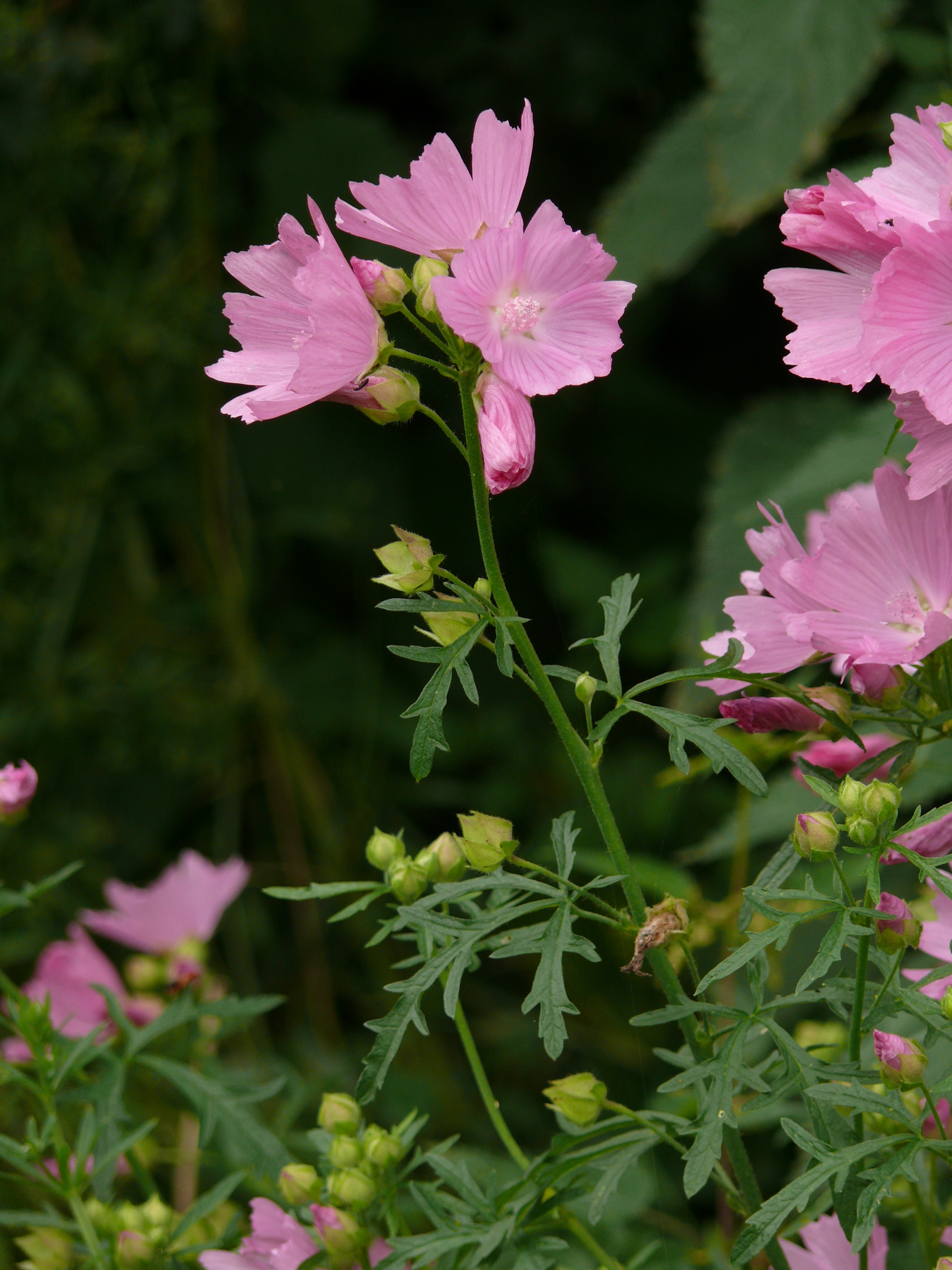
Rosen-Malve
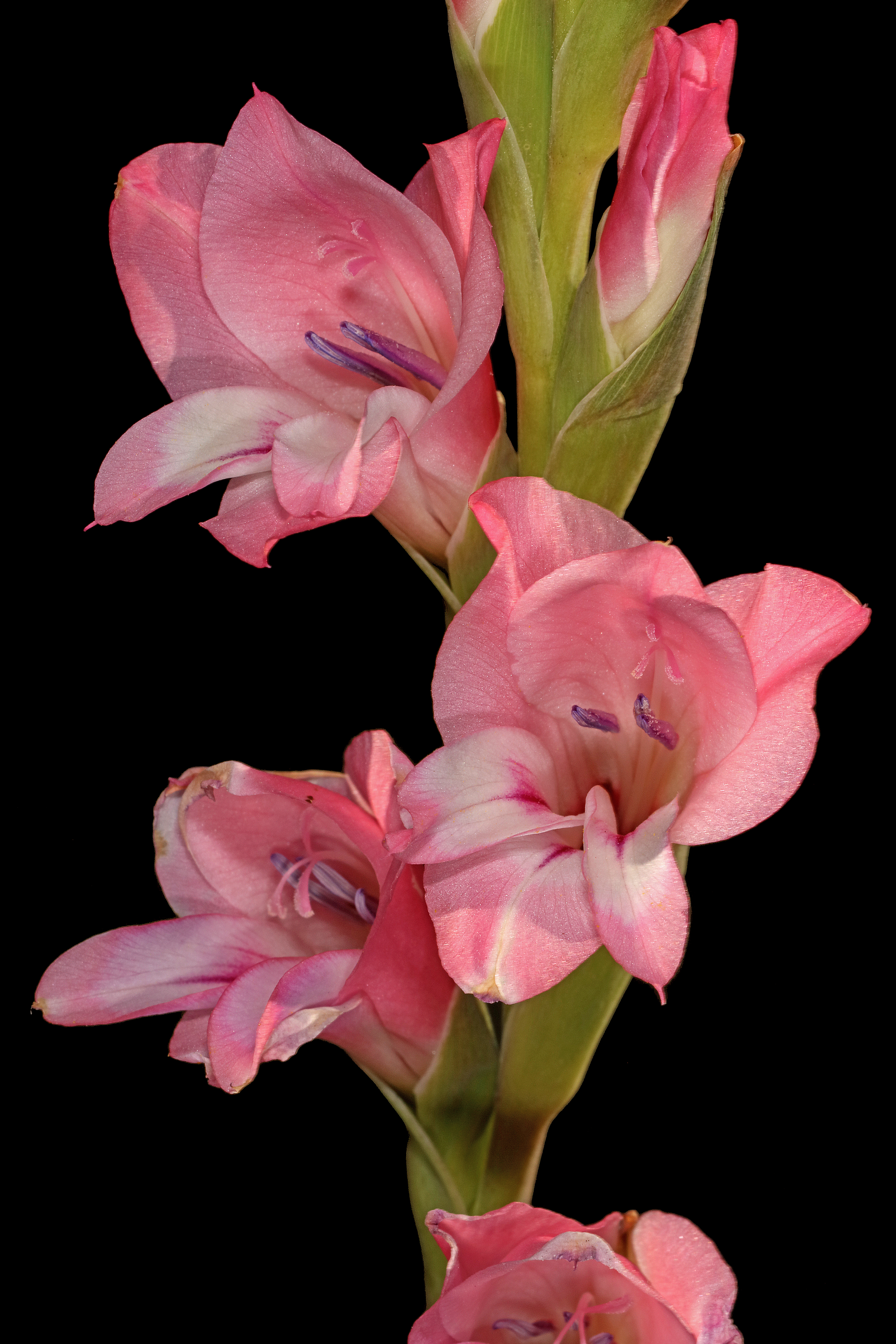
Gladiole (Gladiolus ochroleucus)
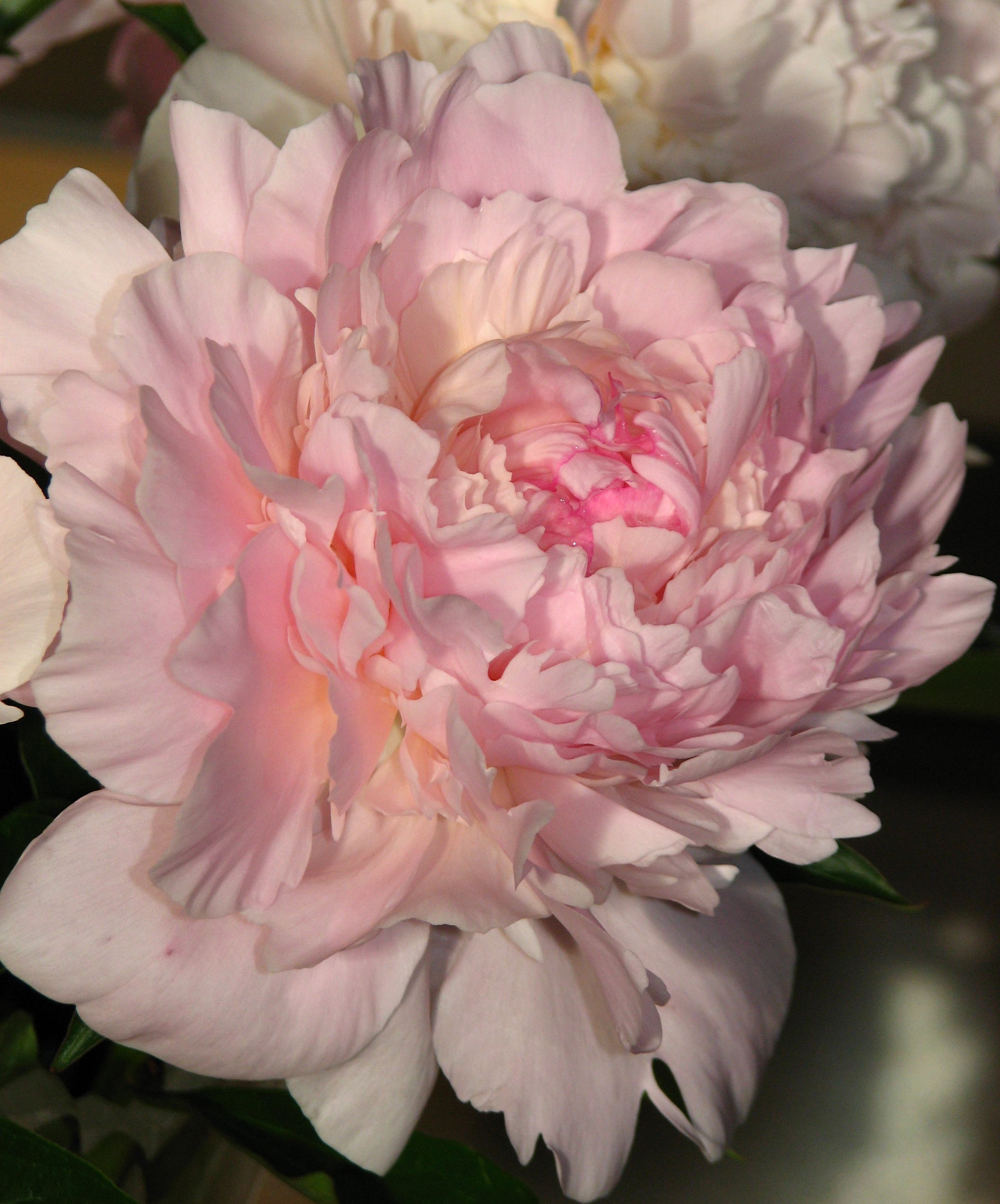
Edel-Pfingstrose, Sorte 'Madame Calot'
Zwerg-Seerose
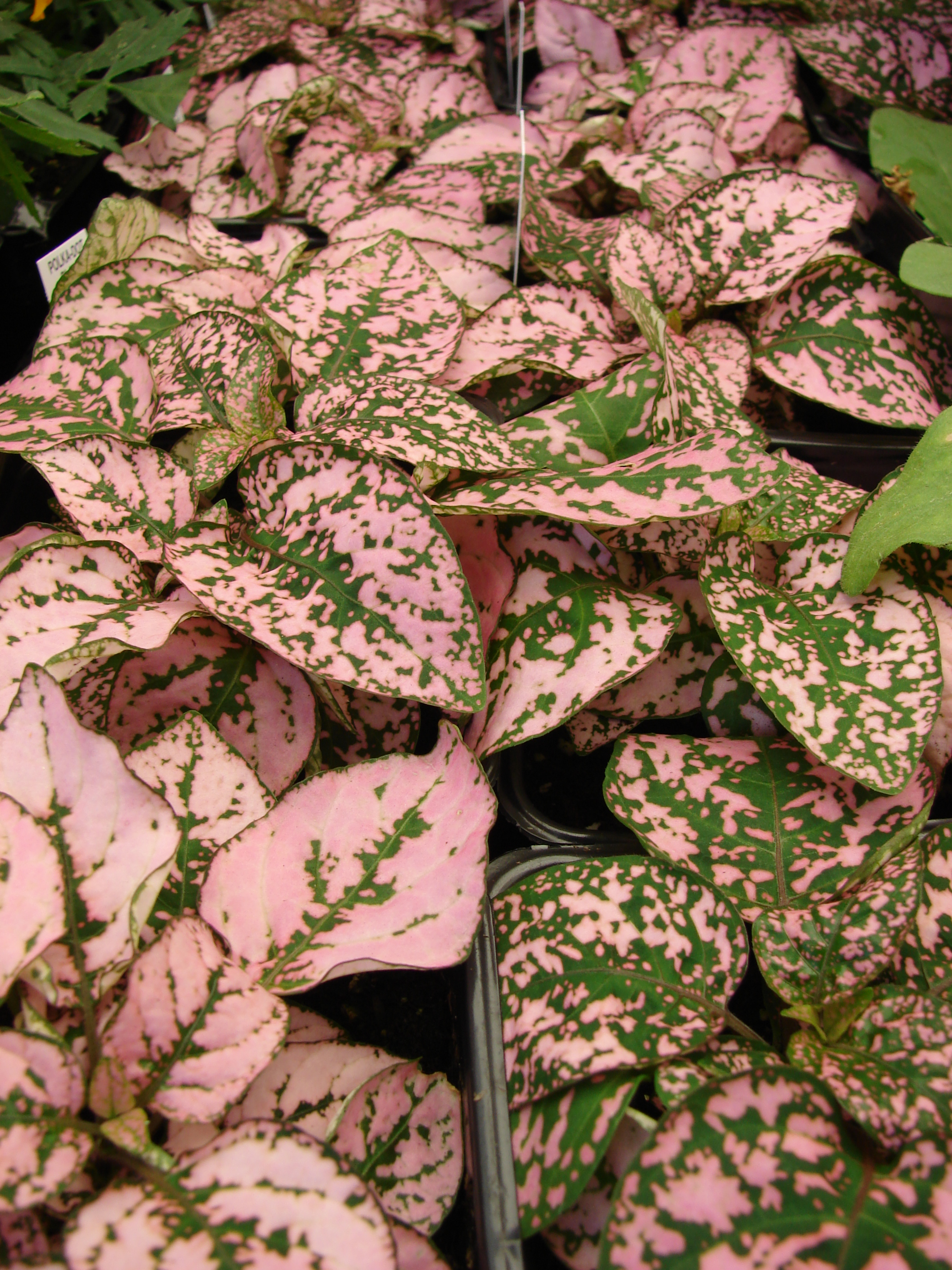
Hypoestes phyllostachya
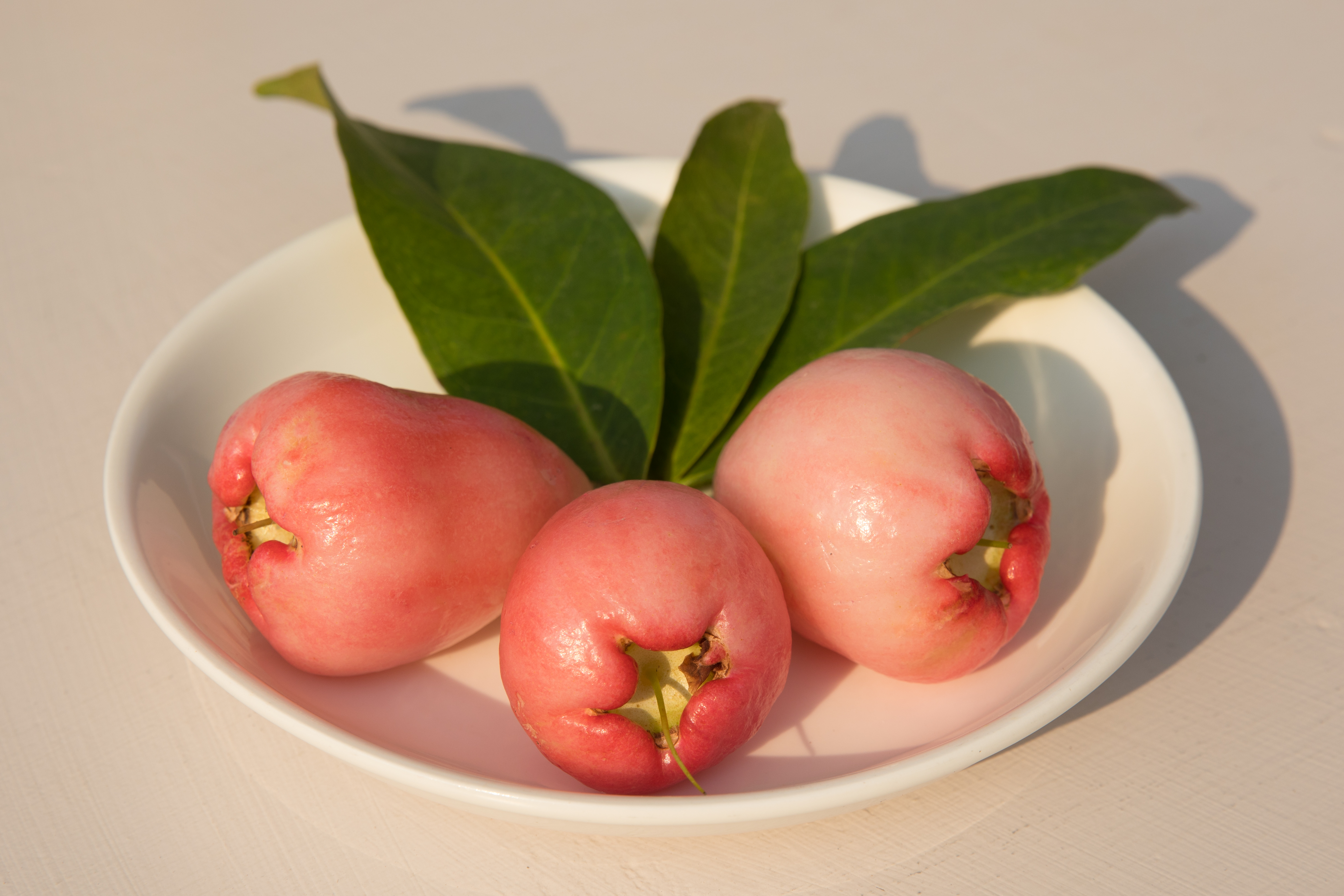
Javaapfel
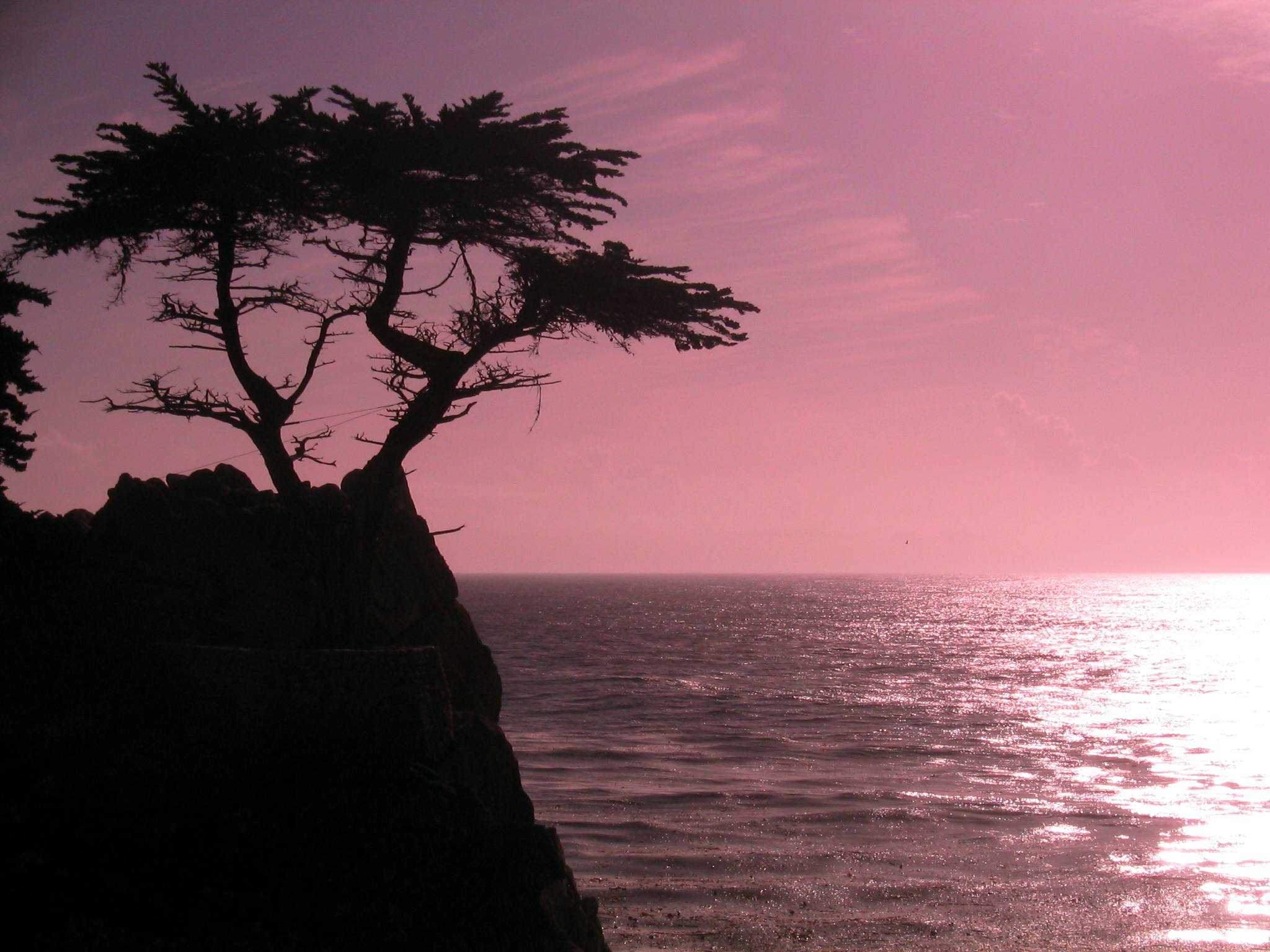
Sonnenuntergang am Pebble Beach, Kalifornien

## Architektur

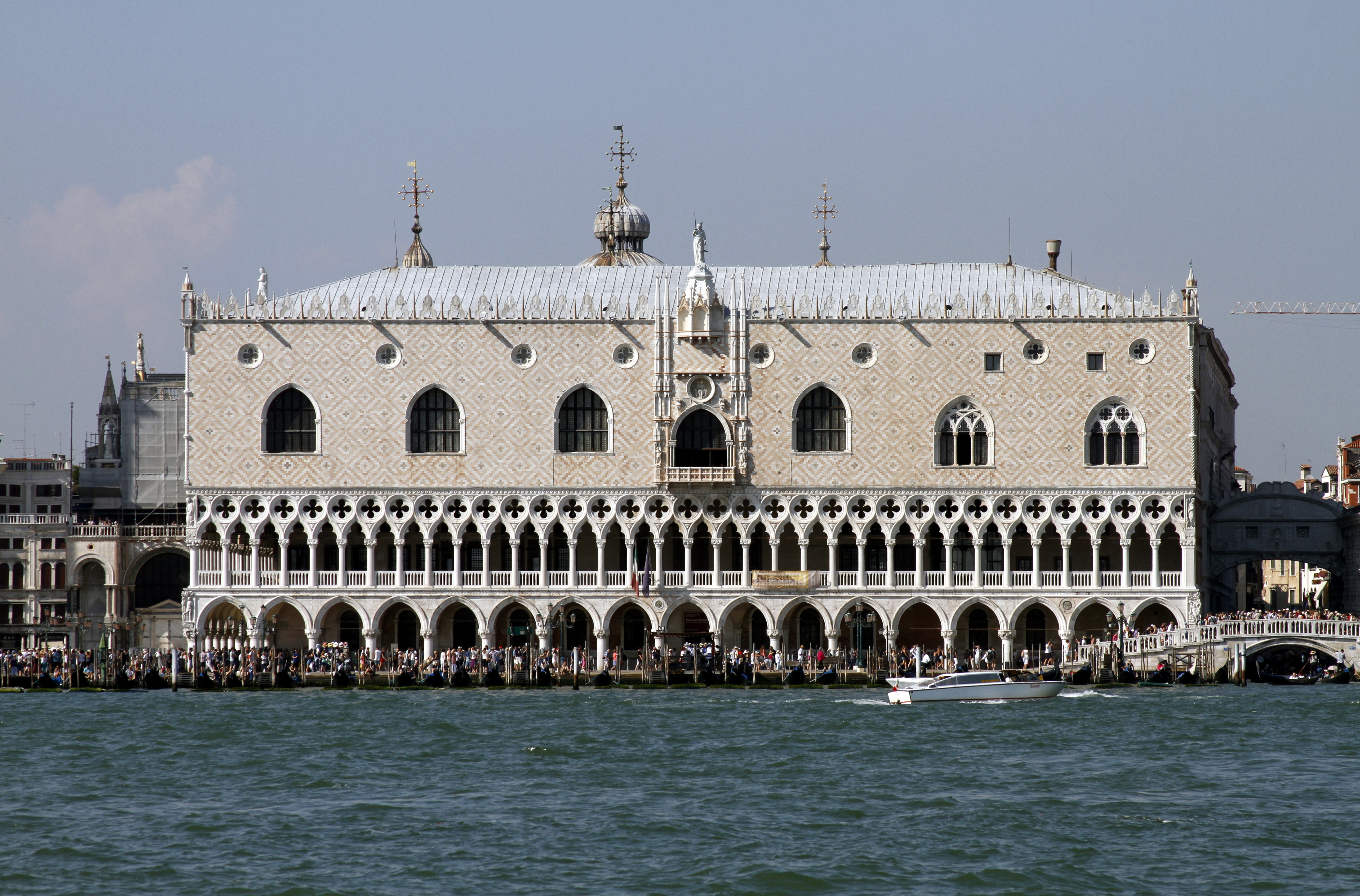
Dogenpalast von Venedig

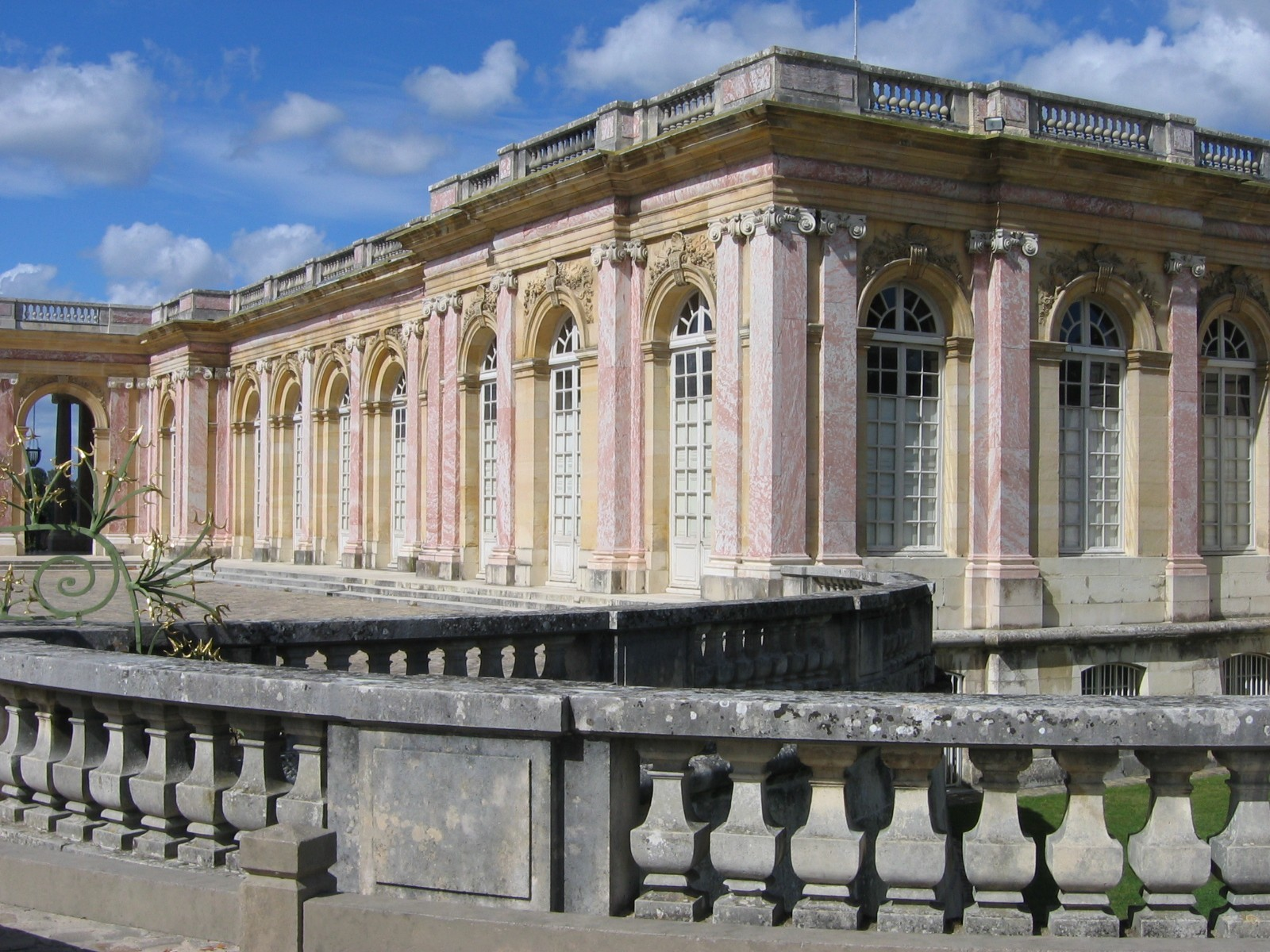
Detail der Fassaden des Grand Trianon

Im Südwesten Deutschlands wurde oft mit rosa Sandstein gebaut, da es dort natürliche Vorkommen gibt. Zu den bedeutendsten Architekturen zählen die Schlösser von Heidelberg, Rastatt, Mannheim und Aschaffenburg, sowie im religiösen Bereich der Kaiserdom und die Paulskirche in Frankfurt, das Münster von Freiburg, und auch das Straßburger Münster im Elsass.
Die Fassaden des Dogenpalastes von Venedig sind mit einem Muster aus edlem weißem und rosarotem Marmor verkleidet und wirken von Weitem im Gesamteindruck zartrosa. Im Barock wurde gerne rosa oder rötlicher Marmor verwendet, meistens im Inneren. Eine Ausnahme ist das Grand Trianon bei Versailles, dessen goldfarbene Sandsteinfassaden reichlich mit rosa Marmor-Pilastern und Säulen dekoriert sind. Beispiele für Raumschöpfungen, die stark von der Farbe Rosa dominiert werden, sind die Kirchen Gesù Nuovo und Santa Maria del Carmine in Neapel, oder die Stiftskirche Wilhering bei Linz.
Ein Beispiel aus der Moderne ist die von Friedrich Hundertwasser entworfene Grüne Zitadelle von Magdeburg, deren Fassaden trotz ihres Namens teilweise rosa sind.
In der indischen Architektur wurde ebenfalls manchmal rosa oder rötlicher Sandstein verwendet. Zu den rosa Bauwerken Indiens zählen der Mukteswar-Tempel in Bhubaneswar (Odisha) und der 1010 vollendete Brihadeshvara-Tempel in Thanjavur (Tamil Nadu), der als Höhepunkt der Vimana-Baukunst gilt. Das um 1570 vollendete Humayun-Mausoleum in Delhi gehört zur Mogul-Architektur und ist mit rosa Sandstein und weißem Marmor dekoriert. Die Altstadt von Jaipur mit dem Hawa Mahal („Palast der Winde“) ist als „rosa Stadt“ bekannt, aber die dort verwendete Farbe ist recht dunkel und tendiert mehr nach ziegelrot.

## Symbolik

### Allgemein
Laut den Ergebnissen einer von Eva Heller in ihrem Buch Wie Farben wirken (1989) veröffentlichten Befragung von erwachsenen Deutschen wurden mit der Farbe Rosa vor allem Lieblichkeit, Weichheit, Zartheit, Zärtlichkeit und Sanftheit assoziiert. Für etwa 38 bis 43 % der Befragten ist Rosa auch süß, schwärmerisch, träumerisch, romantisch und sensibel. Mehr als 40 % hielten die Farbe auch für typisch weiblich oder kindlich, und mehr als 30 % verbinden mit der Farbe Naivität oder Kleinheit. Relativ wichtig war es auch bei den Farbassoziationen zu Milde, Charme und Höflichkeit.
Der Farbton wird auch im Sinne von „optimistisch, erfreulich, positiv“ genutzt; diese Deutung geht auf „rosig“ beziehungsweise „rosarot“ zurück. Wendungen mit dieser Bedeutung sind „rosige Zeiten erleben“ oder „ihm geht es nicht gerade rosig“ oder „Die Zukunft in einem rosigen Licht sehen“.
Eine negative Steigerung dieser Bedeutung im Sinne von „unrealistisch, verklärend“ sind die Ausdrücke „alles durch eine rosarote Brille sehen“ oder „für sie ist die Welt rosarot“.
In der Licht- und Farbtherapie Aura-Soma und in der Esoterik symbolisiert Rosa (engl. „Pink“) bedingungslose Liebe und Fürsorge oder die Sehnsucht danach. Dabei wird die Farbe zwar grundsätzlich als durch Licht aufgehelltes Rot verstanden, aber ohne dessen aggressive Komponenten, und zugleich ist es die einzige Pastellfarbe, die eine eigenständige Bedeutung besitzt.

### Christentum

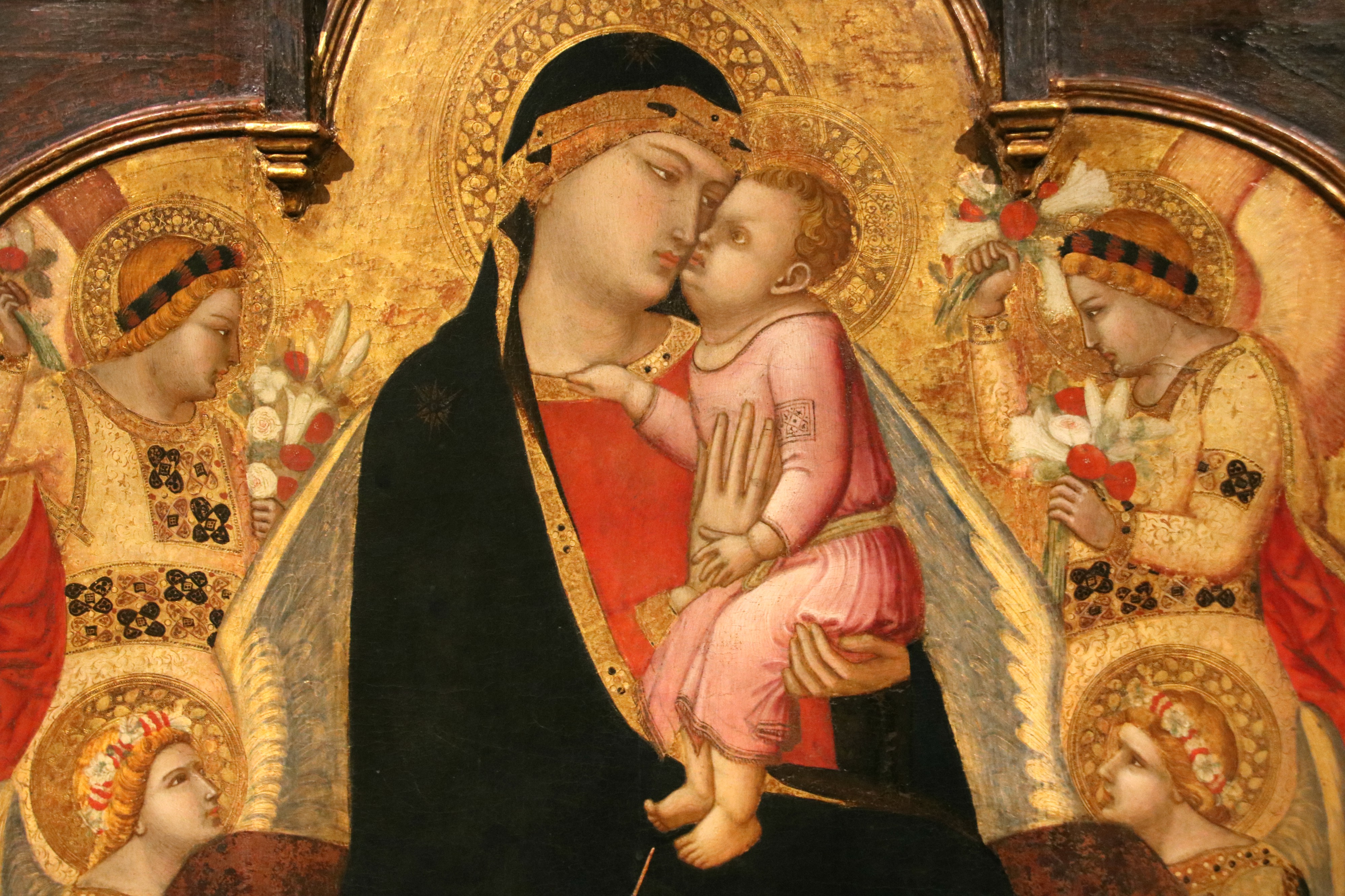
Auf Ambrogio Lorenzettis Maestà (ca. 1335; Detail) in Massa Marittima trägt das Jesuskind ein rosenfarbenes Gewand. Es gibt jedoch auch viele Darstellungen in anderen Farben, besonders in Rot, Weiß, Gelb oder Gold. Ab dem 15. Jahrhundert wurde es meist nackt gemalt oder nur mit einem weißen Schleier umhüllt.

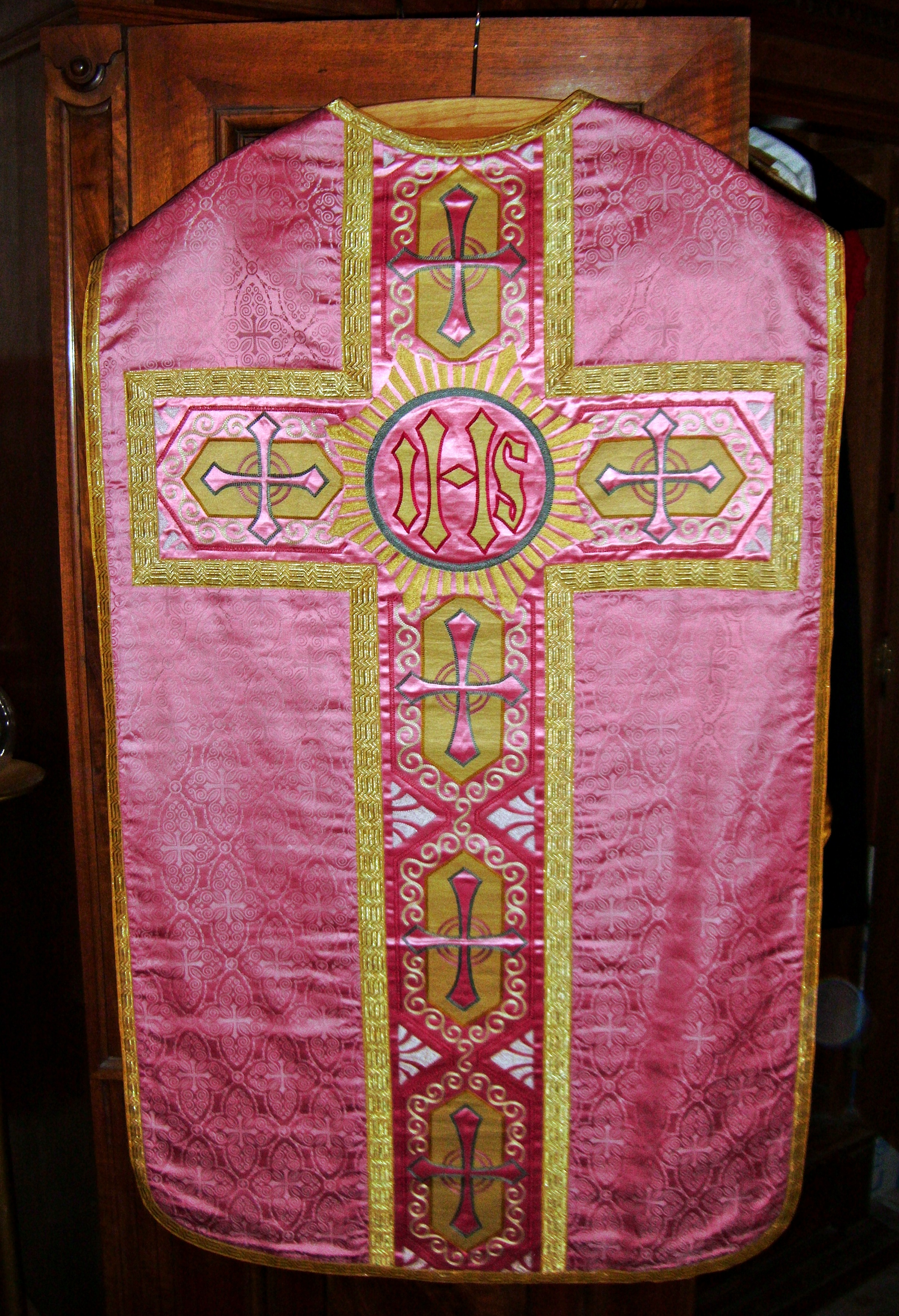
Rosa Kasel, Art déco

In der christlichen Kunst hat Rosa keine wirklich eigenständige Bedeutung, es wird ähnlich wie Rot verwendet. Dessen symbolische Bedeutungen lauten: (Nächsten-)Liebe, Leben, Blut oder (Blut-)Opfer, Märtyrertum oder auch Königtum. In diesem Sinne ist Rot die Farbe von Jesus Christus, der von manchen Künstlern und nicht selten auch in rosa Gewändern dargestellt wurde, sowohl als Kind (zusammen mit Maria), als auch als Erwachsener. Auch Maria, deren Farben klassischerweise Rot (Kleid) und Blau (Mantel) sind, wurde immer wieder auch in rosa-farbenem Gewand (mit blauem Mantel) gemalt. Obwohl es sich bei der Wahl der Farbe Rosa sicher auch um persönliche Vorlieben eines Malers oder Auftraggebers handeln mag, könnte es zugleich auch symbolische Gründe dafür geben, im Sinne einer Kombination oder Mischung der Symbolik von Rot und Weiß. Letzteres steht für Reinheit, Jungfräulichkeit, Unschuld oder (göttliches) Licht. Das ist besonders deutlich bei mehreren Maria Immaculatas von Francisco de Zurbarán, der sie mehrere Male statt mit weißem Kleid in Zartrosa malte (mit Blau). Besonders bei Mariendarstellungen ist auch ein Bezug zur namengebenden Rose mit ihrer Liebes- und Vollkommenheits-Symbolik denkbar, da die Rose eines der bekanntesten Mariensymbole ist. Dass ein rosa gekleidetes Jesuskind etwas mit historischer Babykleidung für kleine Jungen zu tun hätte, ist extrem unwahrscheinlich.
Beispiele für Jesus oder Maria in Rosa finden sich bei den bedeutendsten Malern, wie Duccio, Ambrogio Lorenzetti, Lorenzo Monaco, Fra Angelico, Masaccio, Filippo Lippi, Ghirlandaio, Giovanni Bellini, Raffael, Tizian, Veronese, Barocci, El Greco, Zurbarán, Murillo, Velázquez u. a. Auch Gottvater persönlich wurde manchmal in Rosa gemalt, in diesen Fällen erinnert die Farbe abgesehen von ihrer Symbolik an das Morgen- oder Abendrot des Himmels. Das wohl prominenteste Beispiel sind Michelangelos Darstellungen der Schöpfung an der Decke der Sixtinischen Kapelle. Daneben erscheinen auch Engel und Heilige nicht selten in rosa Gewändern.
Rosa ist keine eigenständige Liturgiefarbe. In der Römisch-katholischen Kirche können rosa Paramente am dritten Adventssonntag Gaudete und am vierten Fastensonntag Laetare getragen werden, wobei Rosa als aufgehelltes Violett (oder Purpur) ein Zeichen der Vorfreude darstellt.

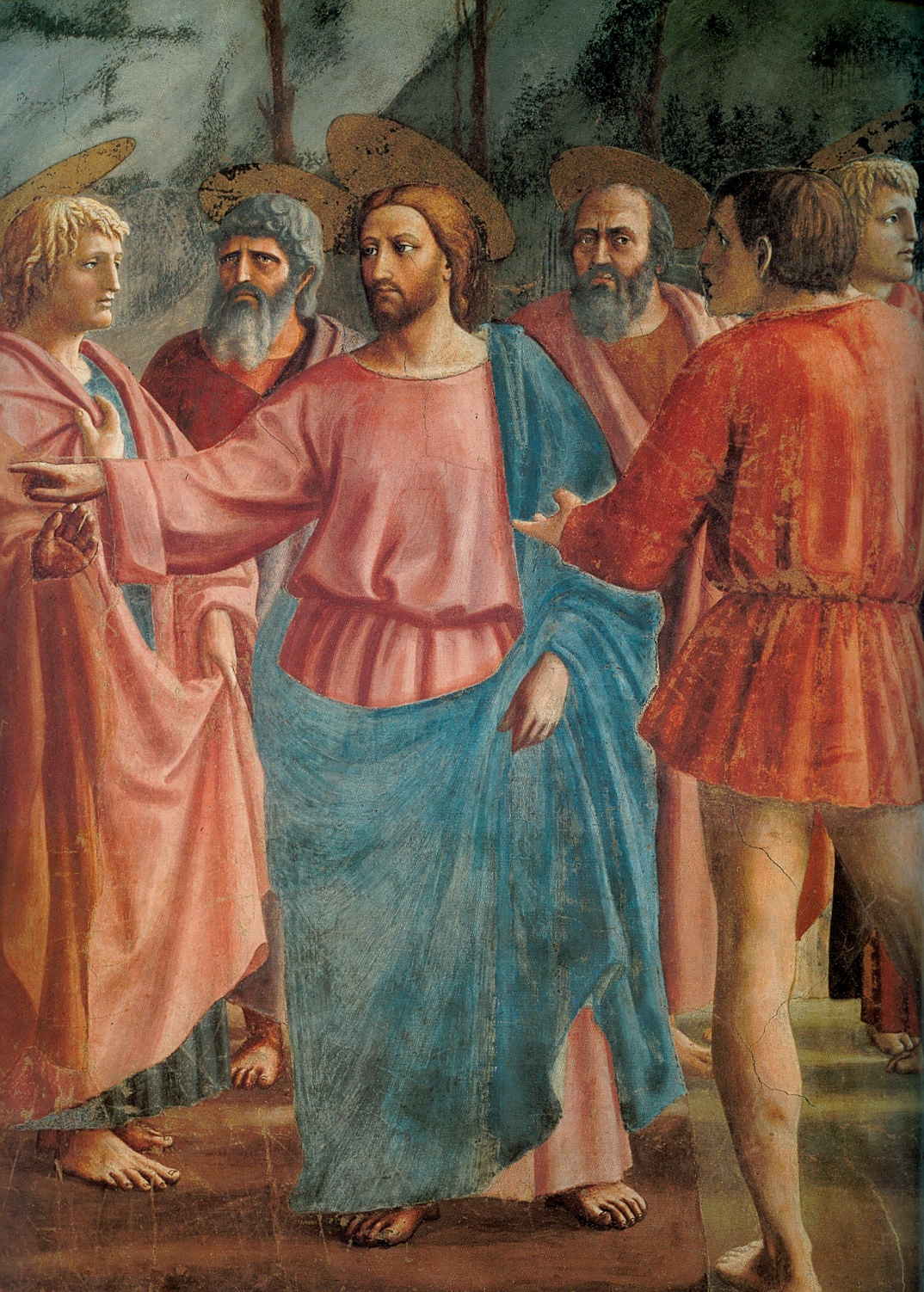
Masaccio: Der Zinsgroschen (Detail mit Jesus), ca. 1425
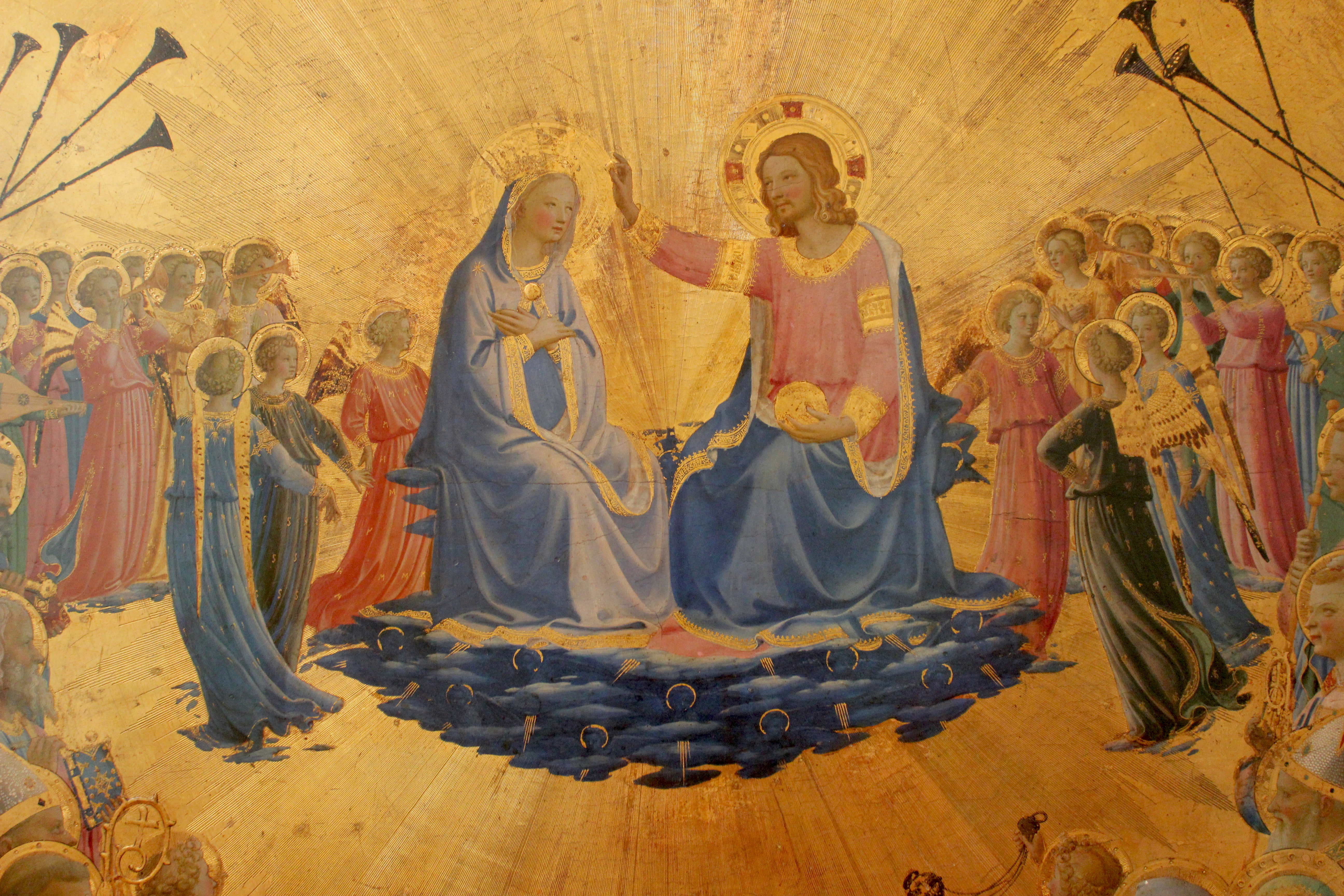
Fra Angelico: Marienkrönung (Detail), 1435
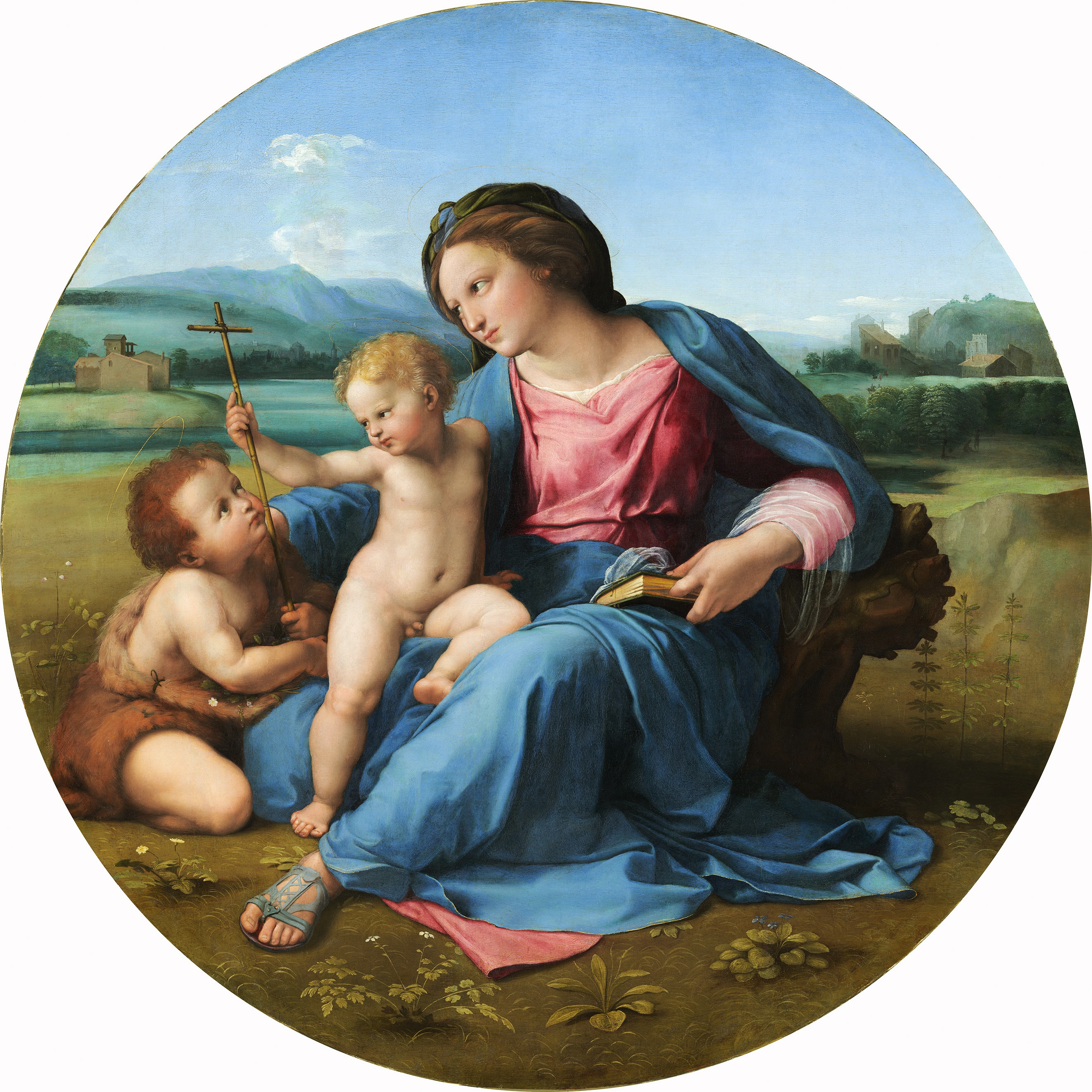
Raffael: Madonna Alba, ca. 1510
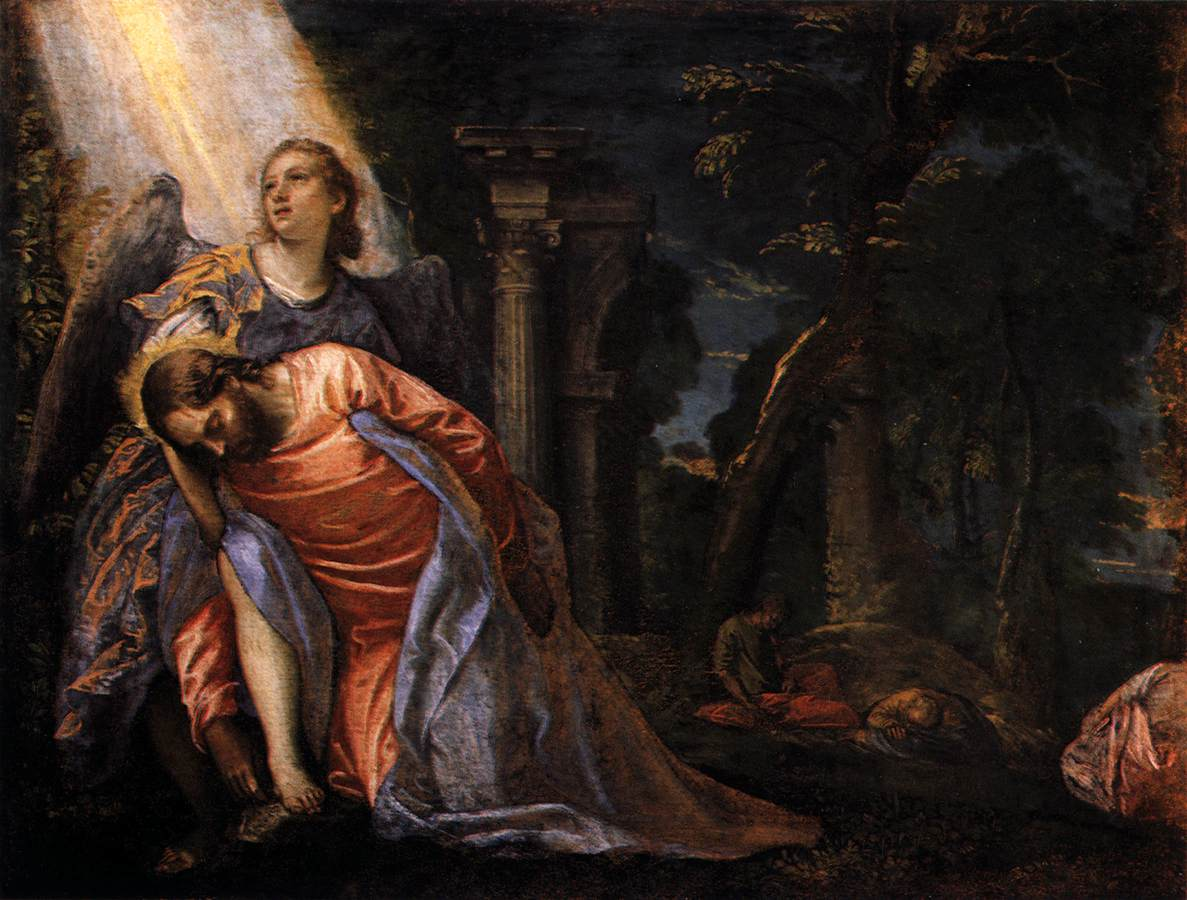
Veronese: Christus im Garten von Gethsemane, ca. 1584
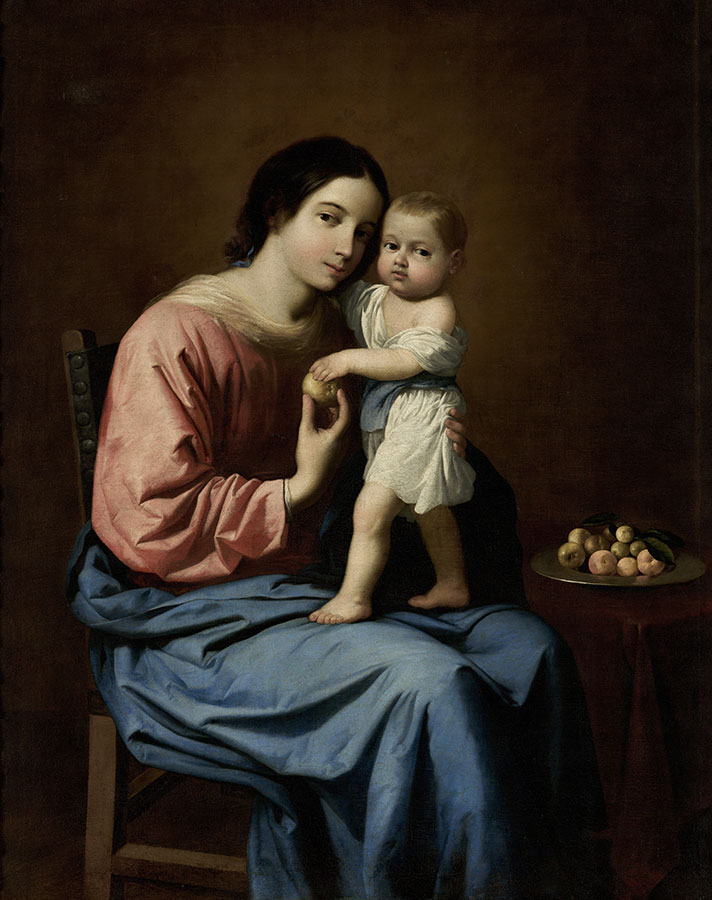
Francisco de Zurbarán: Madonna mit dem Apfel, um 1660
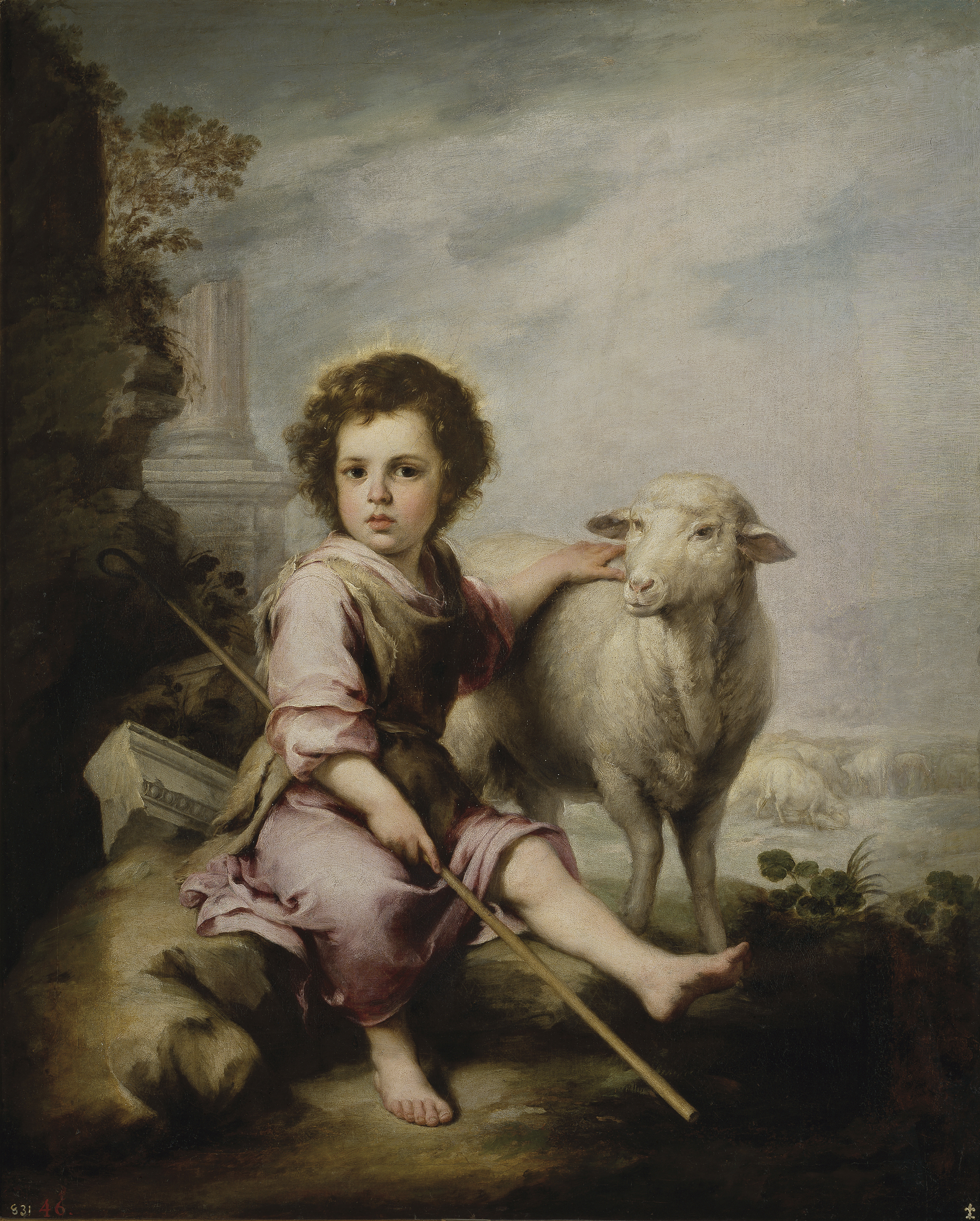
Bartolomé E. Murillo: Jesus als guter Hirte, 1660

### Geschlechts- und Alterszuordnung

Mozarts Schwester Nannerl im rosa Galagewand, ca. 1760

Laut der oben erwähnten Befragung von Eva Heller assoziierten 1989 ca. 43 % der Deutschen die Farbe Rosa mit „Weiblichkeit“ und etwa 41 Prozent mit „Kindheit“. Dagegen wählten jedoch nur 8 % der erwachsenen Frauen Rosa als Lieblingsfarbe, es war damit an vierter Stelle (nach Blau, Rot und Grün). Für 7 % der befragten Damen war Rosa die unbeliebteste Farbe (an siebter Stelle). Von den deutschen Männern gaben 2 % Rosa als Lieblingsfarbe an (an achter Stelle), und für 12 % war sie die unbeliebteste Farbe (nach Braun und Violett). Männer assoziieren mit dieser Farbe oft Hilflosigkeit, Naivität und Schwäche.
Eva Heller vertrat die These, dass Rosa in Deutschland bzw. Europa erst seit den 1920er Jahren allgemein mit Weiblichkeit assoziiert werde. Vorher sei es als das „kleine Rot“ ein typischer Farbton für Jungen gewesen. Denn Rot galt lange Zeit als „männliche“ Farbe mit den Assoziationen Kraft, Aktivität und Aggressivität, sowie Leidenschaft, Blut, aktiver Eros und Kampf. Blau dagegen sei in der christlichen Tradition die Farbe von Maria (in Wirklichkeit die Kombination von Rot oder Rosa mit Blau; siehe oben). Sicher richtig ist, dass Rosa in einigen historischen Epochen nicht unbedingt oder ausschließlich als weiblich angesehen wurde, wie einige historische Porträts oder Gemälde bezeugen.

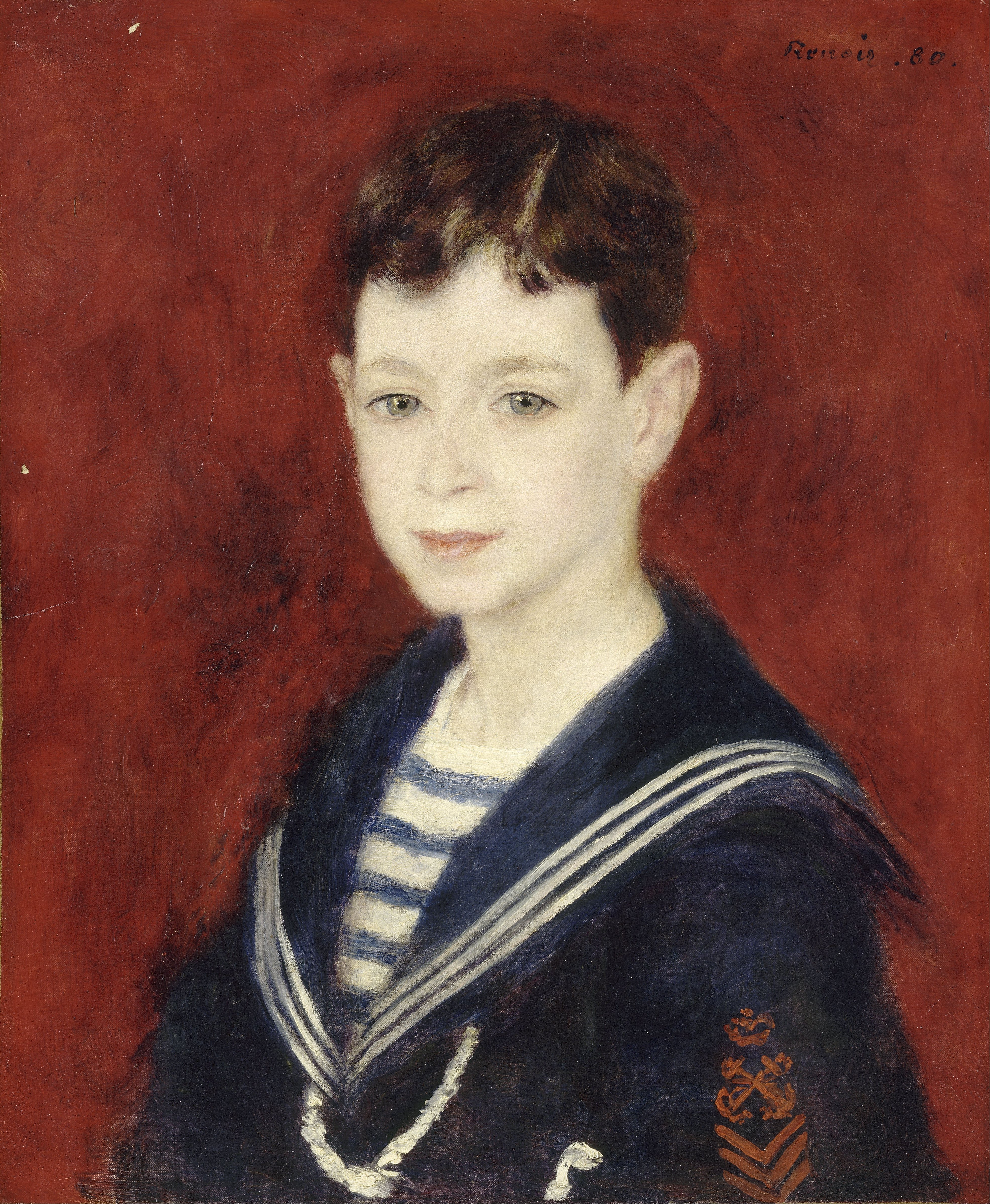
Auf diesem Porträt von Auguste Renoir trägt Fernand Halphen einen dunkelblauen Matrosenanzug (ca. 1880)

Babykleidung war früher meist neutral weiß, da sie oft gewaschen werden musste; es wurden höchstens farbige Bändchen verwendet. Eva Heller behauptete jedoch, dass Rosa vor allem in der Oberschicht eine typische Babyfarbe für Buben, und Hellblau (das „kleine Blau“) für Mädchen gewesen sei. Erst nach dem Ersten Weltkrieg habe ein Umbruch der Auffassungen stattgefunden und die Farbe Blau sei zum Symbol für die Arbeits- und Männerwelt geworden, in Form von Marineuniformen, blauen Arbeitsanzügen und dem sogenannten „Blaumann“. Erst dadurch sei Blau in Form von Matrosenanzügen und dann Hellblau zu einer Farbe für kleine Jungen geworden, und Rosa für weibliche Babys.
Hellers Argumentation hat jedoch Schwachpunkte: unter anderem führte sie Abbildungen des Jesuskindes in Rosa an, wobei es sich dabei jedoch um religiöse Symbolik handelt, die nicht unbedingt auf „normale“ Kleinkinder übertragen werden kann (siehe oben); es kommt hinzu, dass das Jesuskind auch in anderen Farben (oder nackt) und dass auch der erwachsene Jesus nicht selten in Rosa gemalt wurde (siehe oben). Heller übersieht anscheinend auch, dass die aggressive Kampf- und Kriegs-Symbolik des Rot mit der weicheren Wirkung des Rosa und mit Jesus Christus nicht in Einklang zu bringen sind. Auch ihre Idee, dass Soldatenuniformen „früher“ oft rot gewesen seien, stimmt so nicht: Bevor es Uniformen gab, trugen Soldaten individuelle Kleidung und eiserne Harnische und danach (etwa ab dem 17. Jahrhundert) waren die Farben von Uniformen von Land zu Land und je nach Rang eines Soldaten unterschiedlich und häufig auch blau oder weiß. Knaben trugen schon Ende des 19. Jahrhunderts marineblaue Matrosenanzüge und nicht erst nach 1918.
Stimmiger ist Hellers Argumentation, wenn es um erst seit den 1920er Jahren verwendete kochfeste Textilfarben geht, die beim häufigen Waschen von Babykleidung nicht verblassen, so dass sich überhaupt erst farbige Babywäsche durchsetzen konnte. Auch wenn Kinderkleidung heutzutage immer farbenfreudiger wird, besitzt Rosa (und Hellblau) noch eine eindeutige Funktion, auch bei Spielzeug und sogar in der Nahrungsmittelindustrie. Abgeschwächt wird diese Einteilung nach Rosa und Hellblau in der Erwachsenenwelt ebenfalls eingesetzt.

### Homosexualität
Bei Marcus Valerius Martialis sind die femininen Farben Mauve (ein blasses Lila) und Scharlachrot homosexuellen Männern zugeordnet. Bei Oscar Wilde um die 1900er Jahre im Vereinigten Königreich, aber auch in Paris und den USA ist es die grüne Nelke. In den USA der ersten Hälfte des 20. Jahrhunderts kommt die rote Krawatte hinzu.
Im Deutschland der Zwischenkriegszeit war die Symbolfarbe für Schwule und Lesben allerdings lila, als die symbolische Mischung von Rot und Blau für das Dritte Geschlecht. (→ Das lila Lied) Unter dem Namen „(floral) lavender“ breitete sich diese Bedeutungskombination auch in den USA seit Ende der 1920er aus. Noch verstärkt dann in den 1950er und 1960er Jahren, war es dort lange Zeit das symbolische Äquivalent zum deutschen Rosa, auch als Parteifarbe, in der Sprache und bei Eigennamen.
Die Nationalsozialisten kennzeichneten wegen Homosexualität inhaftierte männliche KZ-Häftlinge mit dem Rosa Winkel, das auf der Spitze stehende Dreieck in der „unmännlichen“ Farbe Rosa. Die Karteien der Polizei mit Homosexuellen wurden Rosa Listen genannt. Diese negative Assoziation von homosexuell mit kriminell wurde durch offensives Auftreten der schwul-lesbischen Szene weitgehend überwunden. So wurde im Vorfeld der Schwulenbewegung Mitte der 1960er Jahre in Europa der Rosa Winkel als Symbol von den Betroffenen übernommen und ab den 1970er Jahren sehr populär.
So wird Rosa im Sinne von „für Homosexuelle, von Homosexuellen, Homosexuelle betreffend“ verwendet. Besonders bei erschaffenen Eigennamen von Gruppierungen, Veranstaltungen oder bestimmten Projekten weist das Wort Rosa meist auf einen schwulen, seltener generell homosexuellen Zusammenhang hin. Mitte der 1960er Jahre nahm Holger Mischwitzki den Künstlernamen Rosa von Praunheim an; es gibt eine Rosa Liste München, eine Rosa Sitzung, die die schwul-lesbische Antwort auf den traditionellen Kölner Karneval war, sowie die Rosa Funken, Deutschlands ersten schwulen Karnevalsverein, die Beratungseinrichtung Rosa Telefon, und es gibt die deutschen Kinofilmtitel In & Out – Rosa wie die Liebe und Ein Mann sieht rosa. Manchmal wird in diesem Zusammenhang absichtlich auch auf die assoziierten Bedeutungen: „optimistisch, unrealistisch“ angespielt. Im Film Andersrum fährt die vermeintlich schwule Figur mit rosa Helm und rosa Tasche auf einer rosa Vespa durch die Stadt.
Die in den USA seit 1979 populäre Regenbogenfahne setzte sich in Europa erst in den 1990er Jahren durch. Manche Aktivisten in den USA setzten seit Anfang der 1970er Jahre den Rosa Winkel („Pink Triangle“) ein. Bekannt wurde er dort ab 1987 durch die Gruppe Act Up.

### Politik
Nicht ganz so geläufig ist im politischen Bereich die Bedeutung „sozialistisch angehaucht“. Traditionell steht die Farbe Rot im politischen Bereich für Sozialismus und Kommunismus und die rote Fahne taucht erstmals bei den Arbeiteraufständen der Seidenindustrie 1834 in Lyon auf. Rosa symbolisiert demzufolge als „blasses“ Rot einen schwach ausgeprägten Kommunismus oder eine nur tendenzielle kommunistische Einstellung. Diese Verwendung hatte Rosa für die Politik der SPD nach ihrem Regierungsantritt im Jahre 1998. Im übertragenen Sinne wird „rosa Gesinnung“ vorrangig abwertend genutzt.

### Rosa Riese
Die Deutsche Telekom als dominierender Telekommunikationskonzern Deutschlands wird nach ihrer CI-Farbe (abwertend) als Rosa Riese bezeichnet. Diese Färbung unterscheidet diesen Kommunikationszweig (der vormals staatlichen Deutschen Post) von der traditionell „gelben“ Deutschen Post. Diese Farbe Telemagenta wird als RAL 4010 geführt.
Die Bezeichnung „Rosa Riese“ wurde zwischen 1989 und 1991 von Printmedien auch für den transsexuellen Serienmörder Wolfgang Schmidt verwendet, der durch eine Mordserie an fünf Frauen und einem Säugling für bundesweites Aufsehen sorgte. Schmidt, seit einer Namensänderung 2001 als Beate Schmidt in einer forensischen Klinik im Maßregelvollzug verwahrt, bekam den Spitznamen aufgrund der imposanten Körpergröße und der offensichtlichen Vorliebe für rosa Damenunterwäsche. Im August 1991 wurde Schmidt verhaftet und Ende 1992 zu lebenslanger Haft verurteilt.

### Schweinchenrosa

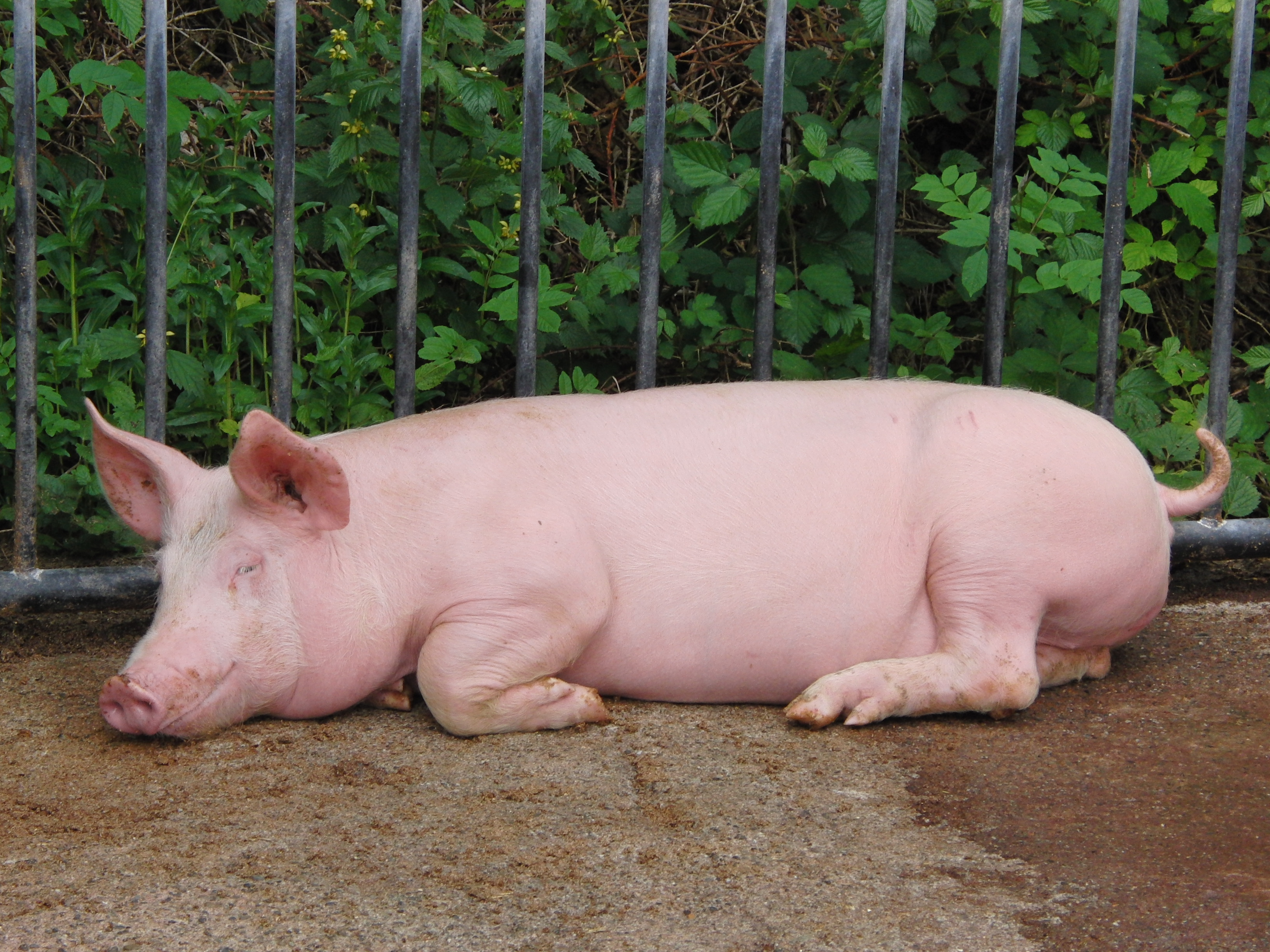
Ein rosa Hausschwein

Ein offenbar typisch deutscher Begriff ist das negativ konnotierte „Schweinchenrosa“ oder „Ferkelrosa“, das das Missfallen eines Betrachters ausdrücken soll, ähnlich wie „pissgelb“ oder „lilablassblau“. Die Bezeichnung ist jedoch sehr subjektiv, und wird sicher eher von Personen verwendet, die ohnehin eine allgemeine Abneigung gegen Rosa hegen, als von Rosa-Liebhabern. Ob ein Farbton als unattraktiv oder hässlich angesehen wird, hängt auch zum Teil vom Kontext ab. So wird ein Blassrosa (pastel pink) bei einem Schwein sicher anders empfunden, als bei einer Rose oder einer Apfelblüte. Die folgenden Beispiele zeigen ebenfalls, dass es darauf ankommt, wer sich in Rosa kleidet und in welcher Situation. Beispielsweise wurde das Sport-Outfit der deutschen Olympiamannschaft im Jahr 2012 teilweise kritisiert: „Deutschland in Schweinchenrosa und Bübchenblau. Beim Einlauf der Nationen trugen die Sportler speziell gestaltete Kleidung – entsprechend farbenfroh ging es zu. Bei den Deutschen sah es allerdings ein bisschen zu sehr nach Kindergarten-Ausflug aus.“ Die negative Assoziation könnte auch auf einer zeittypischen Abneigung gegen Pastelltöne beruhen: „Blassrosa ist eine Farbe, von der die meisten Frauen wirklich die Finger lassen sollten, wenn es dabei um ein Kleidungsstück geht. Bei Penelope Cruz sieht sogar das sexy aus.“

## Film
- Der rosarote Panther ist eine Zeichentrickfigur, die zuerst durch den Vorspann zu einer Kriminalkomödie von 1963 mit Peter Sellers als Inspektor Clouseau bekannt wurde; zugleich bezeichnet der Name in diesem Film einen gestohlenen rosafarbenen Diamanten. Später wurden sowohl weitere Kriminalfilme dieser Reihe gedreht, als auch eine Zeichentrickserie.
- Die schwarze Filmkomödie Die Teufelin (1989) spielt mit der Symbolik des Rosa, die ins Negativ-Groteske verzerrt und aufs Korn genommen wird. Meryl Streep spielt darin eine unausstehlich verlogene Kitschroman-Autorin, die in einem rosafarbenen Haus lebt und fast nur rosa Kleidung und Hüte trägt. Ihre hasserfüllte Gegenspielerin trägt jeden Racheakt in einem rosa Papierblock ein.

## Sonstiges
- Der tägliche Gesamterste des Giro d’Italia trägt seit 1931 das Rosa Trikot.[3]
- In Gefängnissen in Nordrhein-Westfalen werden Zellen in rosa gehalten, um die Aggressivität von Gefangenen zu senken. „Jeder Farbton hat einen bestimmten Einfluss auf unser Befinden, erklärt Späth die grundlegende Annahme der Farbenlehre. Neben Rosa gelten vor allem Blau und Grün als beruhigende Farben, wobei Blau eher die geistige Gelassenheit und Grün die körperliche Entspannung fördern soll. […] Tatsächlich sind die wenigsten Annahmen über die Wirkung von Farben wissenschaftlich erwiesen.“[46] Die Ergebnisse werden als eher neutral bezeichnet.[47]
- Seit 2000 wählt das US-amerikanische Unternehmen Pantone die Farbe des Jahres. Rosa (Rose Quartz Pantone 13-1520) war neben Hellblau (Serenity Pantone 15-3919) die Trendfarbe des Jahres 2016. „Farbtrends verbreiten sich heutzutage hauptsächlich über soziale Netzwerke, viele Unternehmen arbeiten mit dem Institut zusammen, um ihre Produkte diesen Trends so schnell es geht anzupassen.“[48]